# Trossenstek
Der Trossenstek ist ein Verbindungs-, aber auch Zierknoten, mit dem sich zwei Enden verbinden lassen. Er wird als Schifferknoten bei dickeren Seilen (Trossen) verwendet, aber auch wenn Leinen großen Belastungen oder Durchnässung ausgesetzt werden. Der reguläre Trossenstek wird als sehr sicherer Verbindungsknoten angesehen. Die Verbindung kann hier nur zeitweilig sein, damit man ein Seil öfter verwenden kann. Er kann deshalb auch nach größerer Belastung und im nassen Zustand verhältnismäßig einfach gelöst werden. Die ästhetisch ansprechende, verflochtene und symmetrische Form des Trossenknotens hat ihn auch für dekorative Zwecke beliebt gemacht.
Vom Trossenstek gibt es allerdings viele Varianten, je nachdem die Stränge „über-“ und „unter-“einander laufen. Beim regulären Trossenstek laufen die einzelnen Stränge nacheinander immer „über“ und danach „unter“ bei den einzelnen Kreuzungen der Stränge.

## Knüpfen des regulären Trossensteks

### Knüpfmethode 1 des regulären Trossensteks
Dies ist eine häufige Variante, wie der reguläre Trossenstek geknüpft wird.
Da man jeden Knoten in zwei verschiedenen Varianten knüpfen kann, ist dies die Variante des gleichen Knotens wie unten bei der Knüpfmethode 2, die Clifford W. Ashley den „Vollen“ oder „Echten Trossenstek“ nennt!

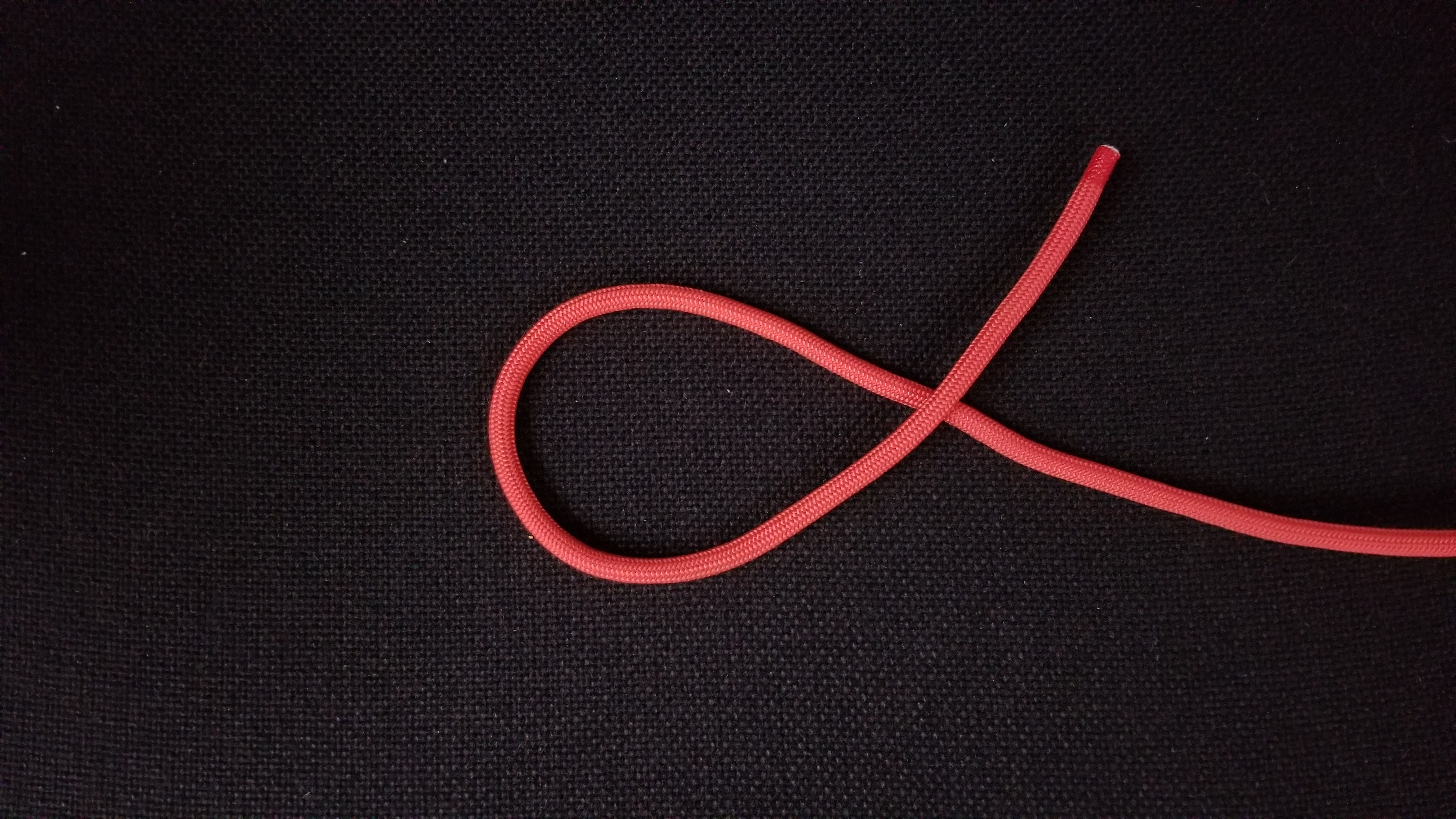
Man legt mit dem rechten Ende (hier rot) von rechts nach links ein Rechtsgängiges Auge. Das heißt, das lose Ende (hier rot) wird entgegen dem Uhrzeigersinn über das Seil gelegt.
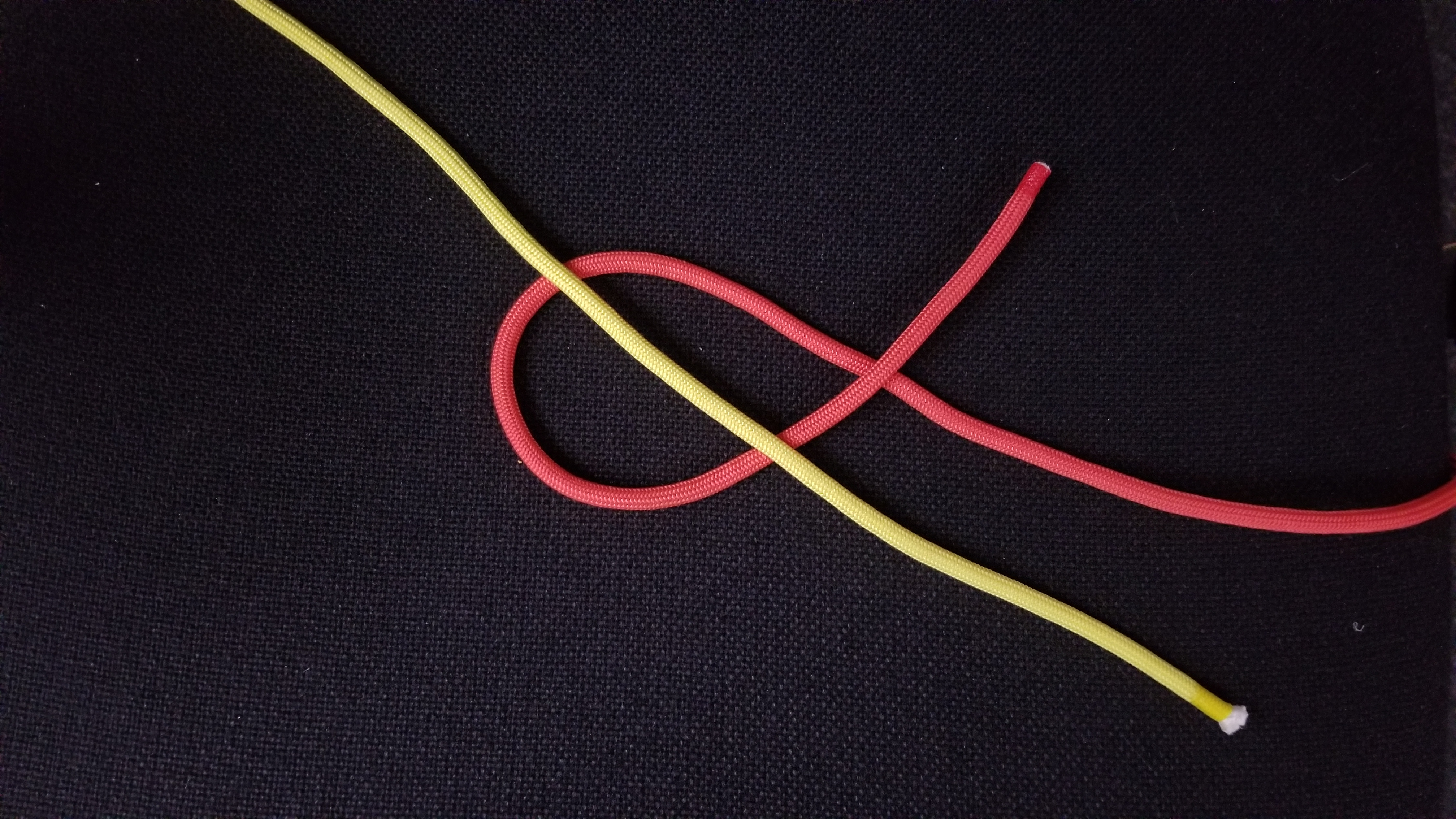
Das andere Ende (hier gelb) legt man diagonal über das Auge.
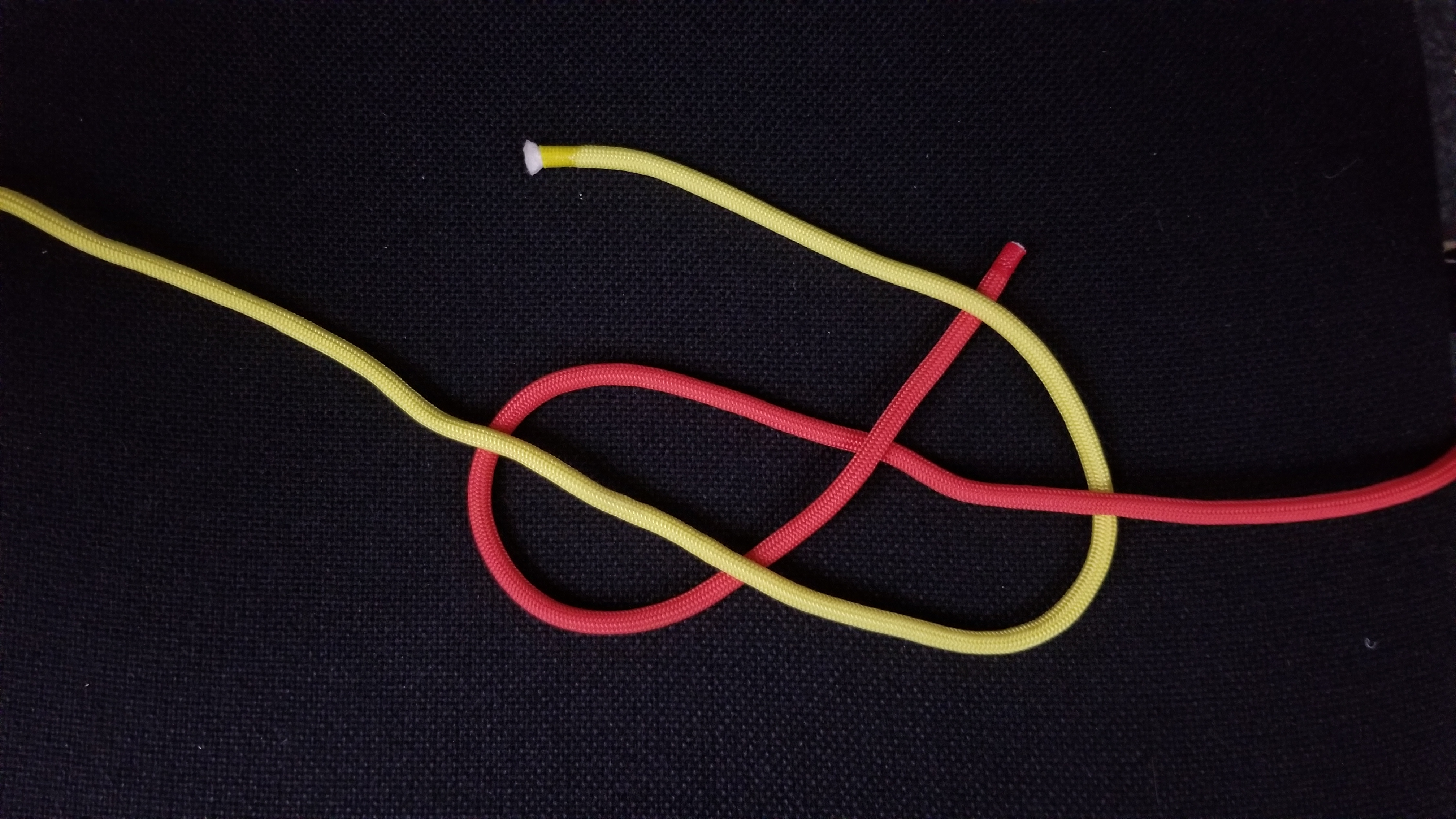
Jetzt geht es immer unter, über, unter, über, usw. weiter. Das heißt, man führt das gelbe Ende unter das (rote) feste Ende oder auch stehende Part genannt und über das rote lose Ende, auch lose Part genannt.
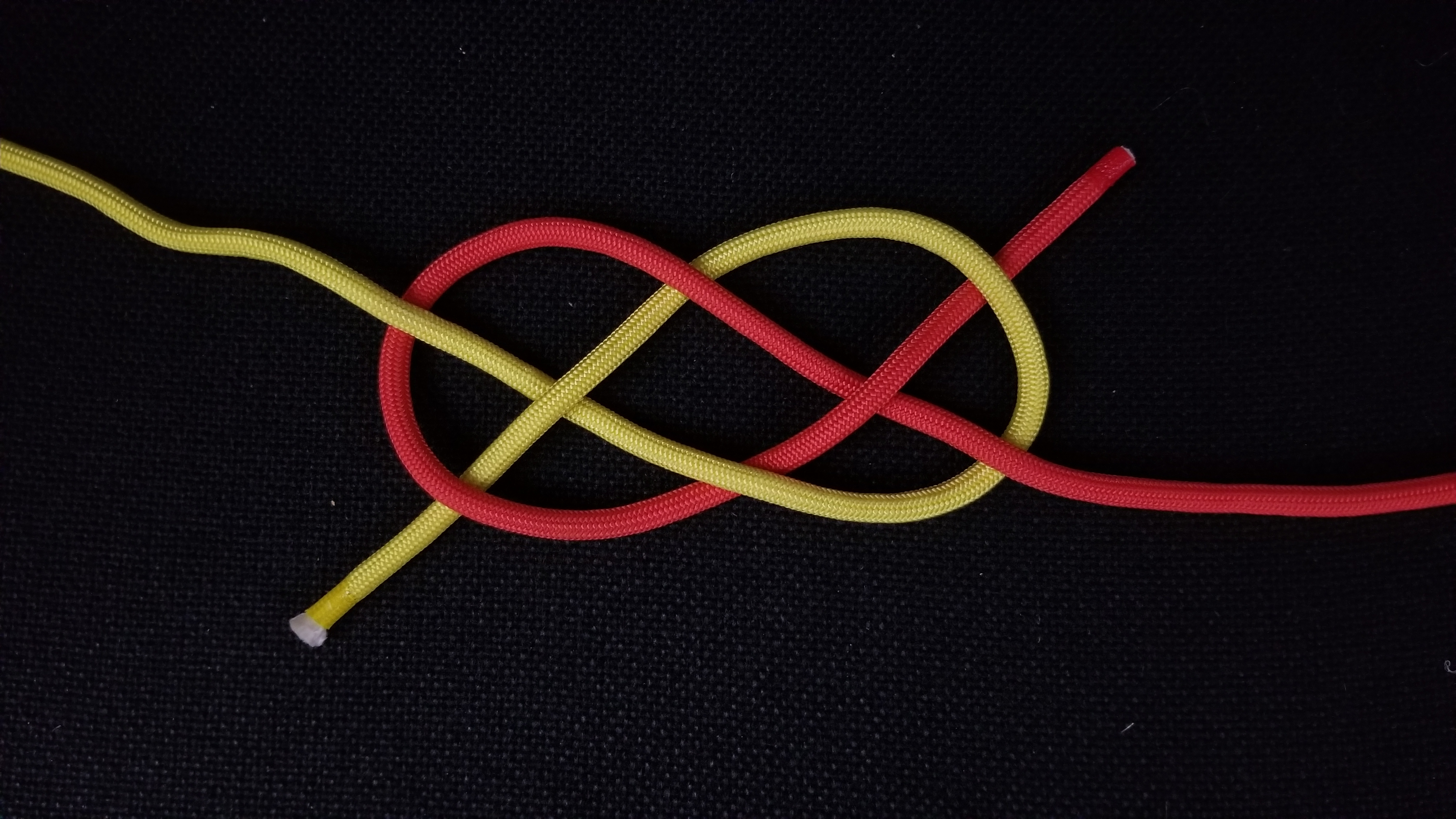
Und weiter das gelbe Ende unter, über und unter weiter.
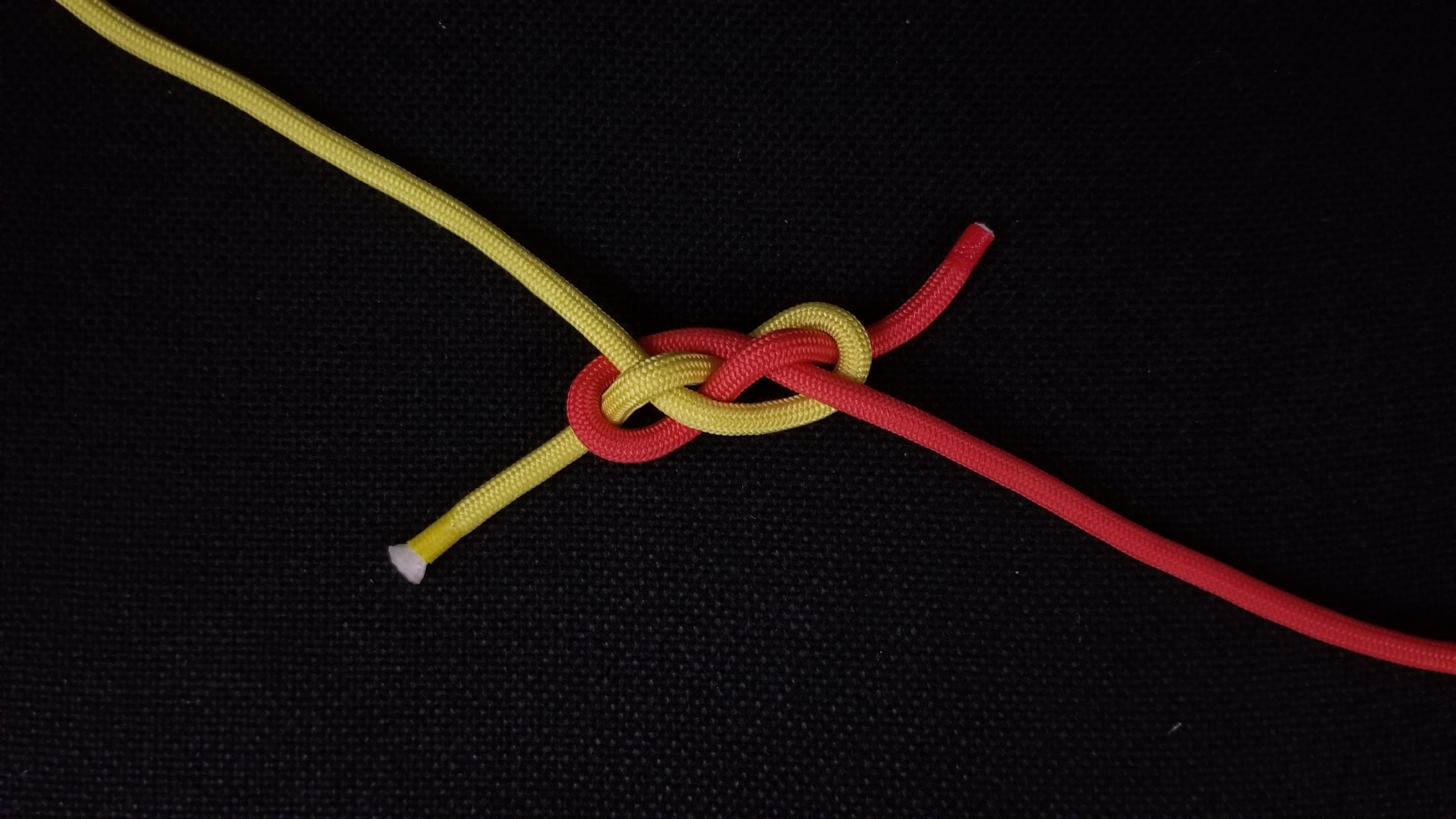
Der Trossenstek ist fertig. Wichtig ist, dass die Verbindungsenden jeweils über und unter verlaufen.

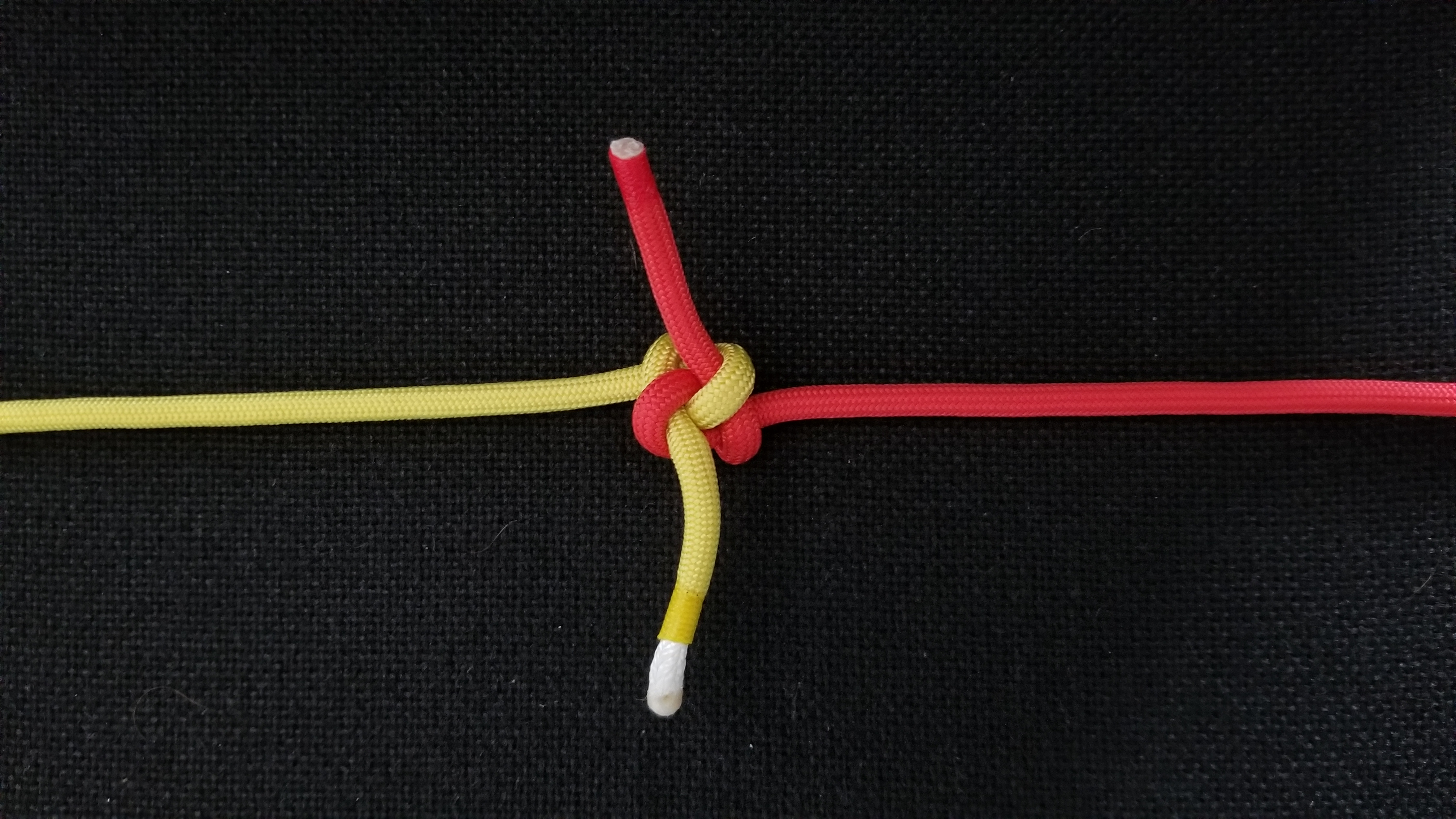
Fest zugezogen. Vorderseite des Knotens
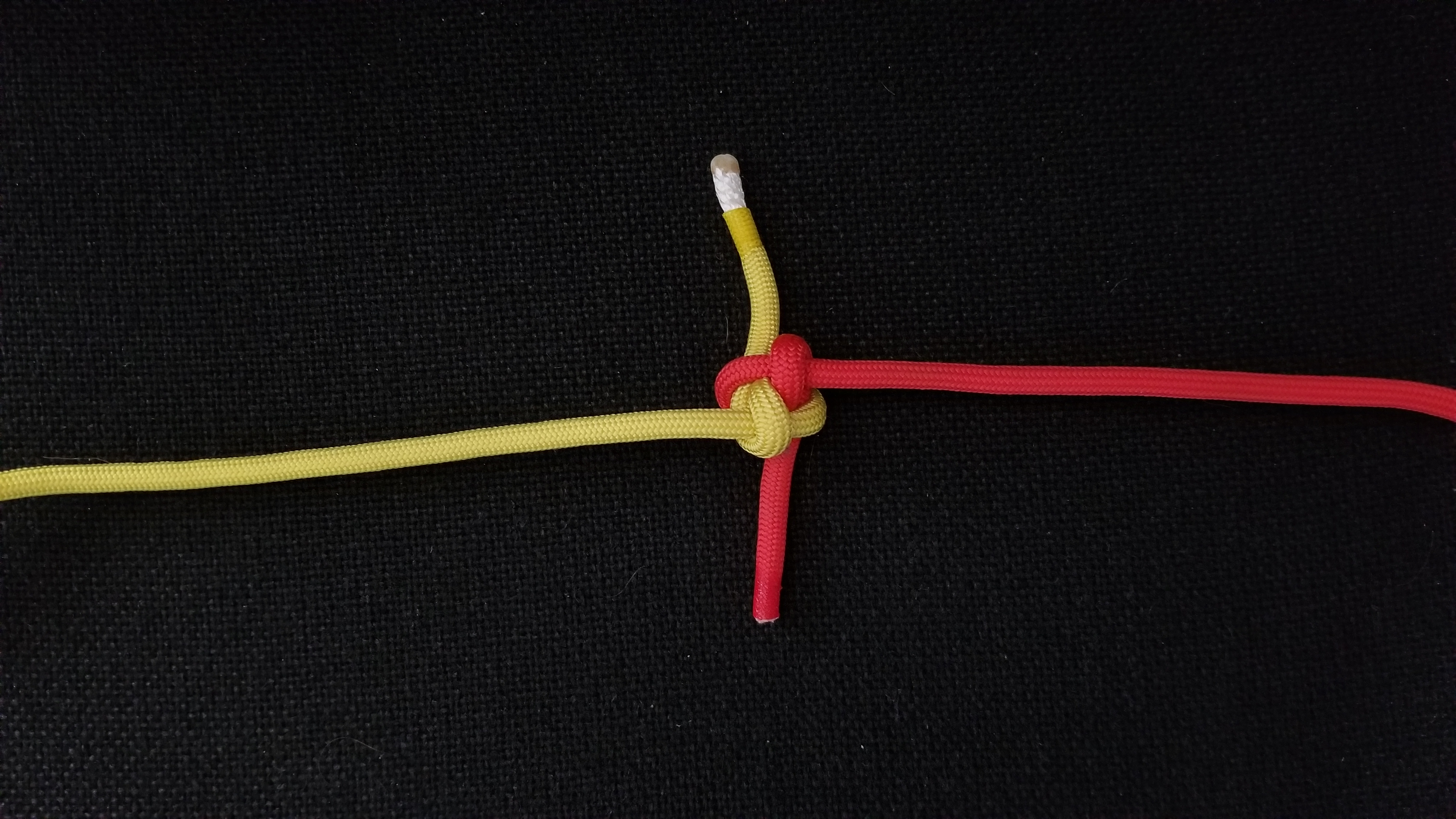
Fest zugezogen. Rückseite

### Knüpfmethode 2 des regulären Trossensteks
Dies ist die Variante, die Clifford W. Ashley den „Vollen“ oder „Echten Trossenstek“ nennt (ABoK #1439).
Da man jeden Knoten in zwei verschiedenen Varianten knüpfen kann, ist dies die Variante des gleichen Knotens wie oben bei Knüpfmethode 1!

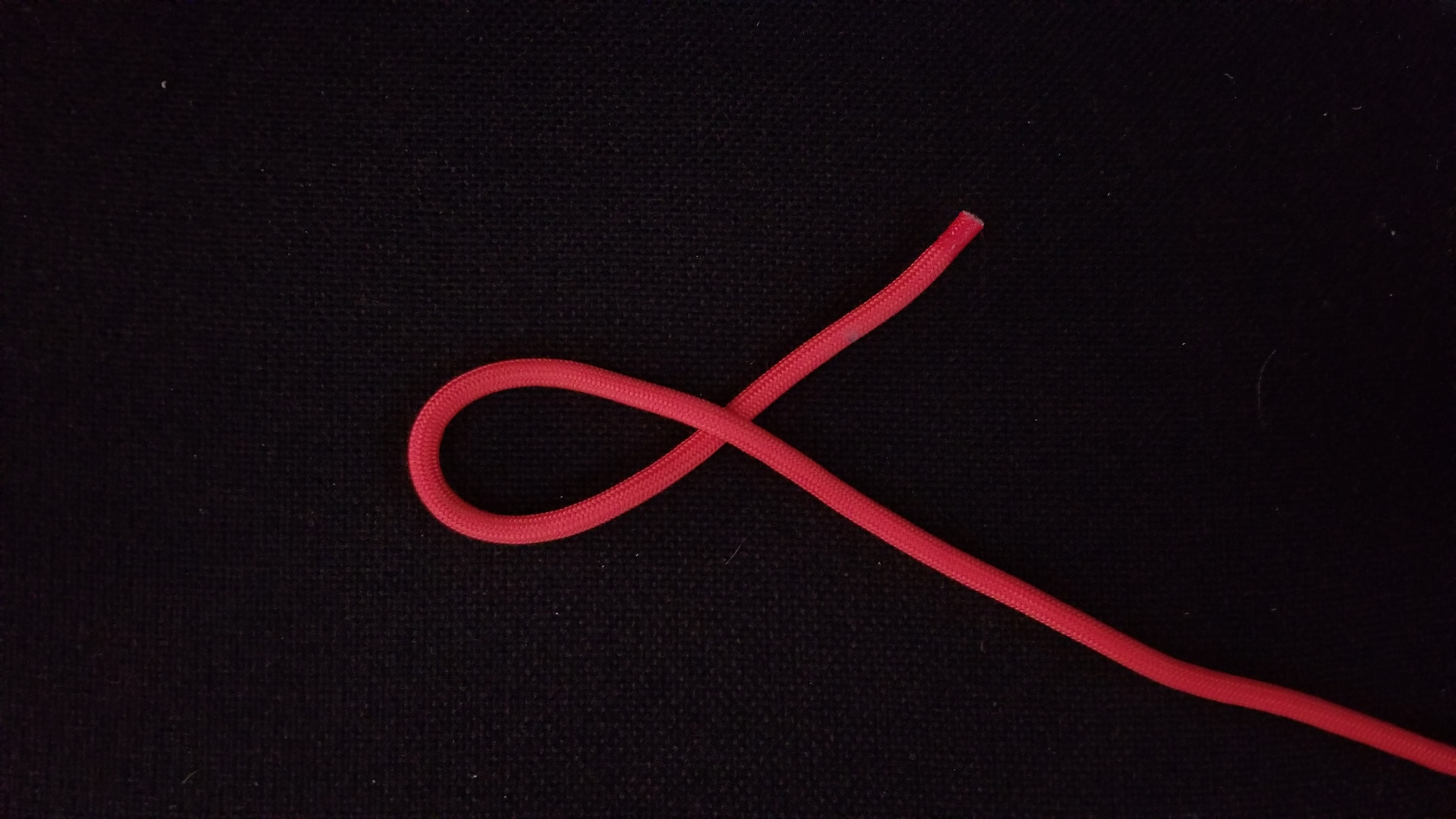
Man legt mit dem rechten (hier rot) Ende von rechts nach links ein Linksgängiges Auge. Das heißt, das lose Ende (hier rot) wird entgegen dem Uhrzeigersinn unter das Seil gelegt.
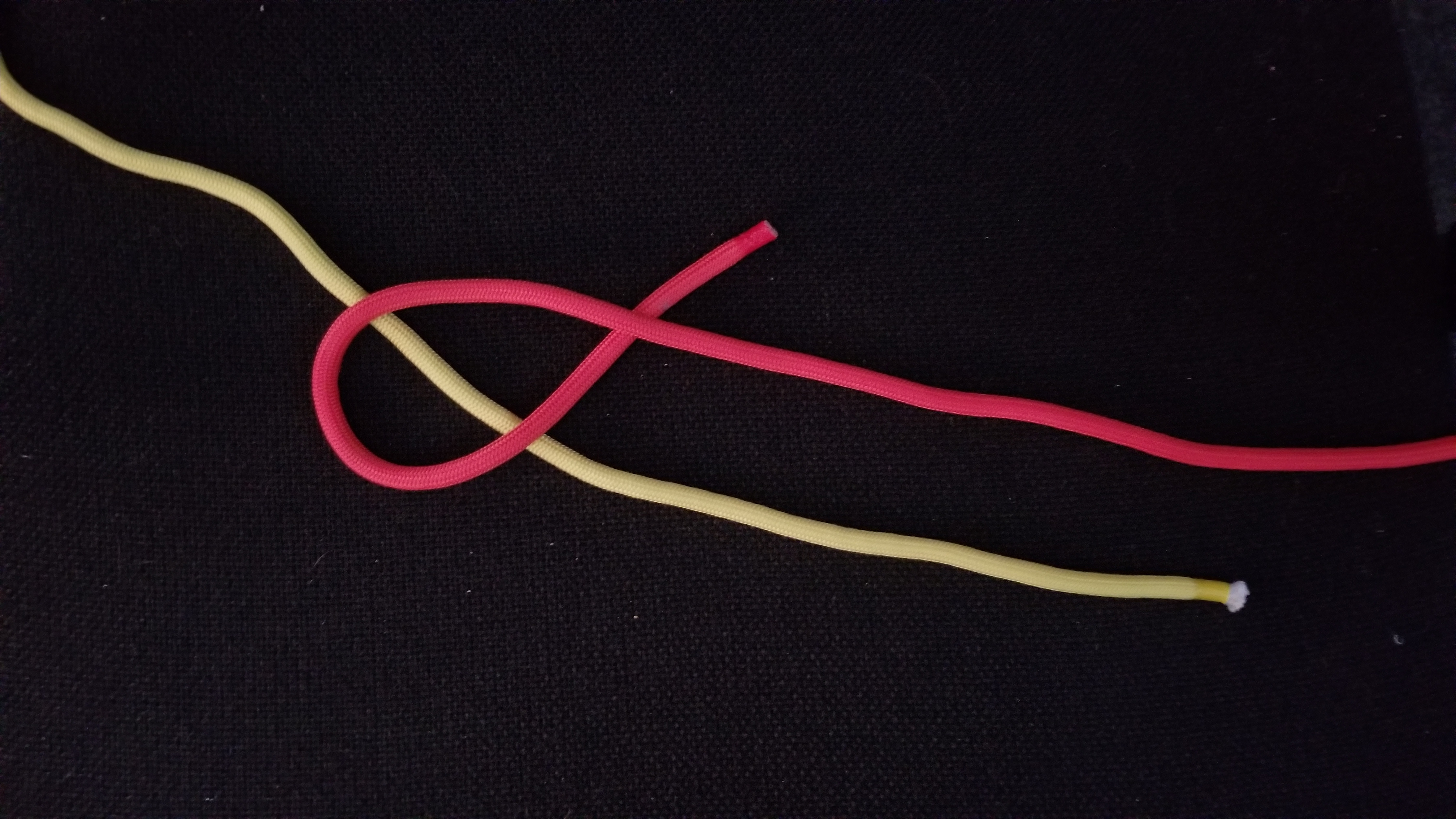
Das andere Ende (hier gelb) legt man diagonal unter das Auge.
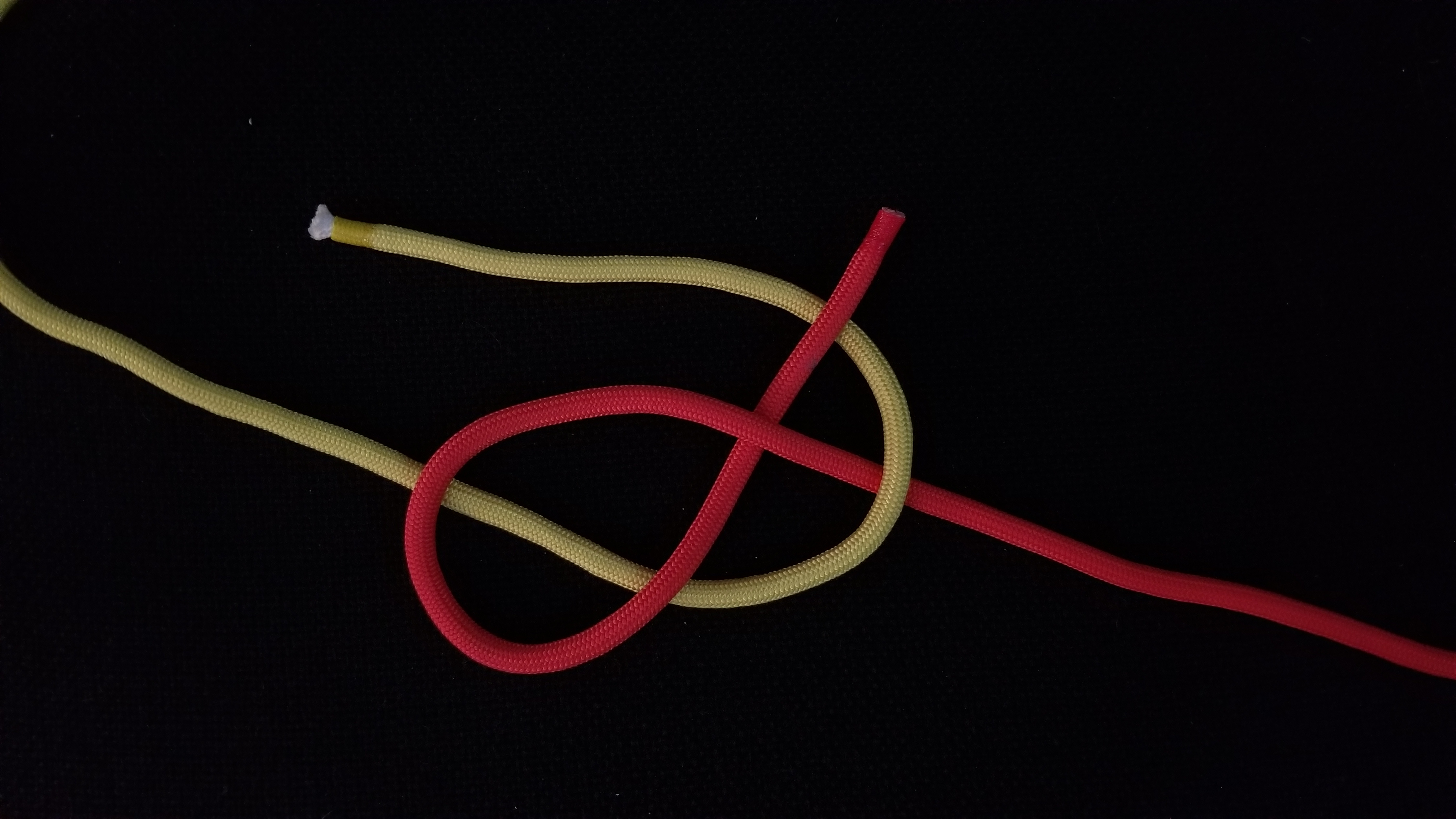
Nun führt man das gelbe Ende über das feste Ende oder auch stehende Part genannt und unter das lose Ende, auch lose Part genannt.
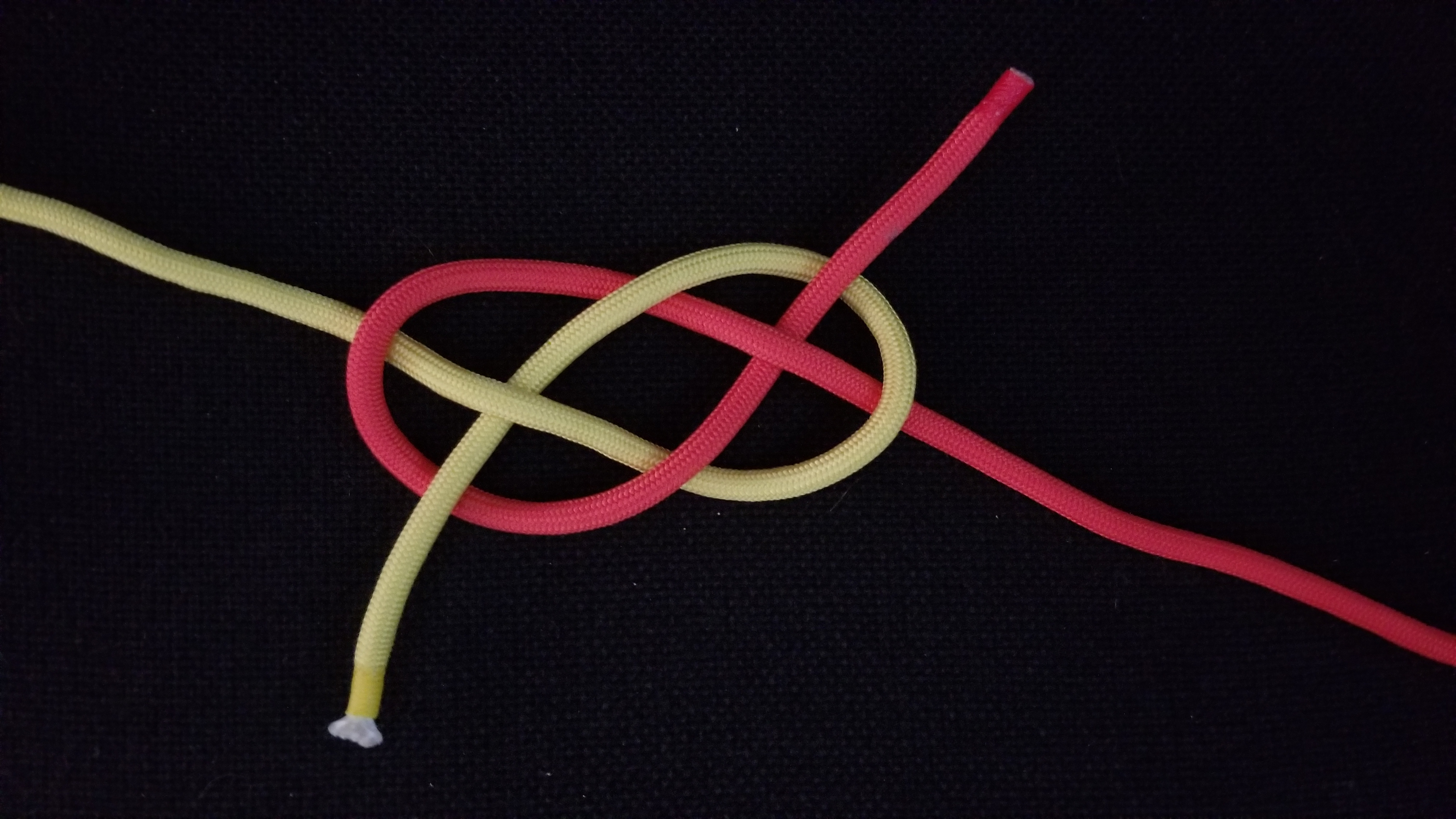
Dann führt man das gelbe Ende über, unter und über weiter.
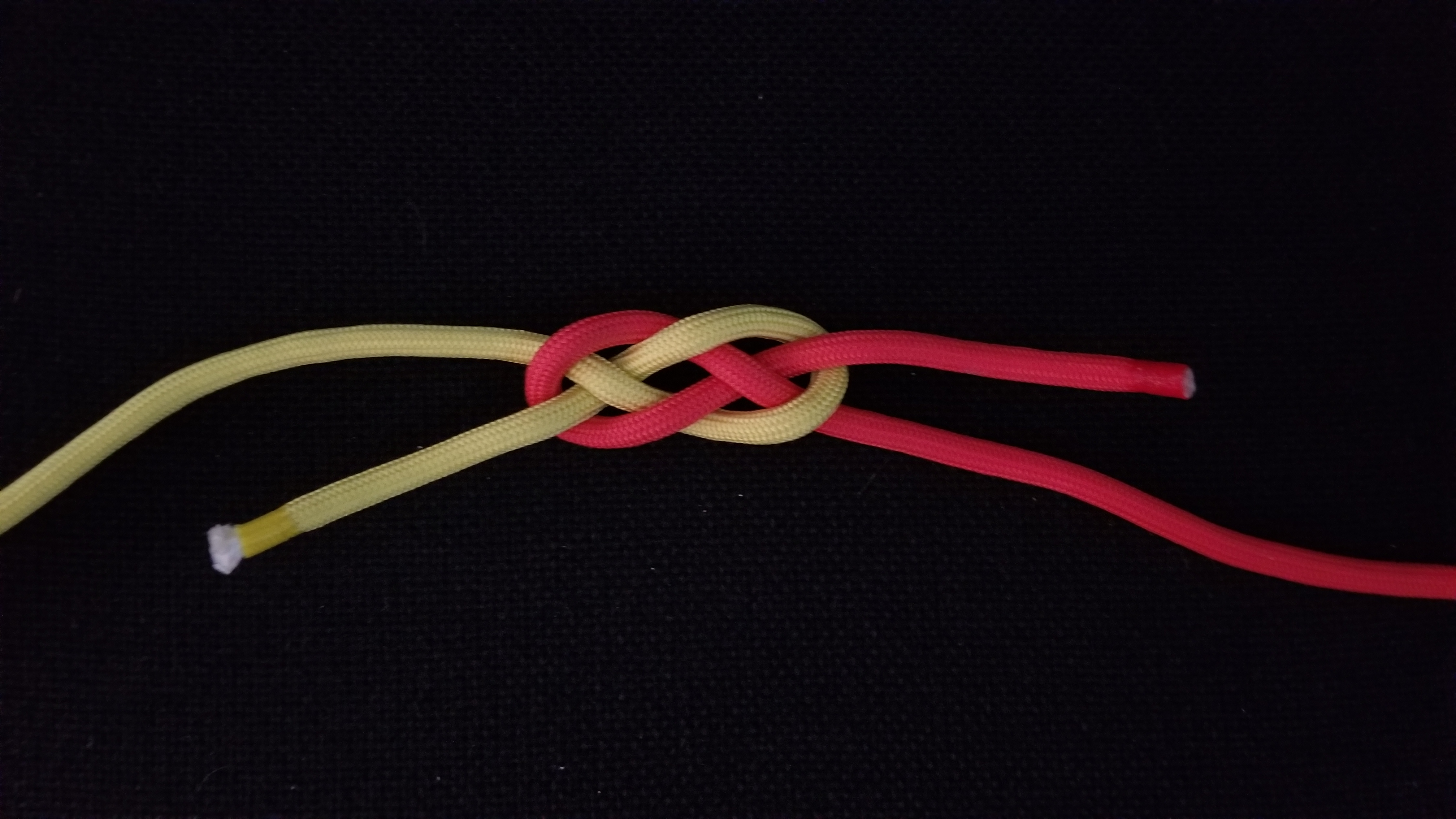
Der Trossenstek ist fertig. Wichtig ist, dass die Verbindungsenden jeweils über und unter verlaufen.

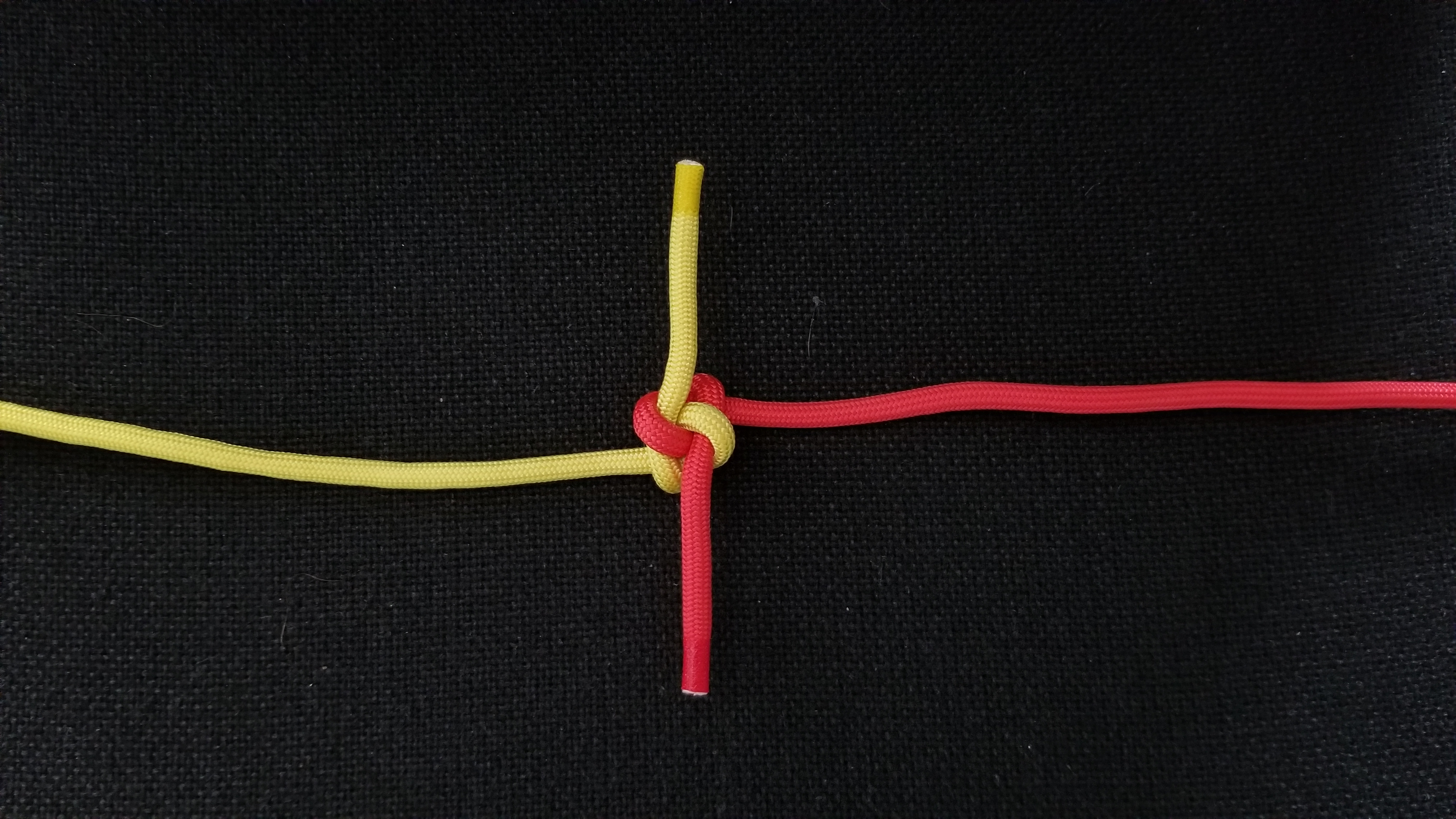
Fest zugezogen. Ansicht der Vorderseite
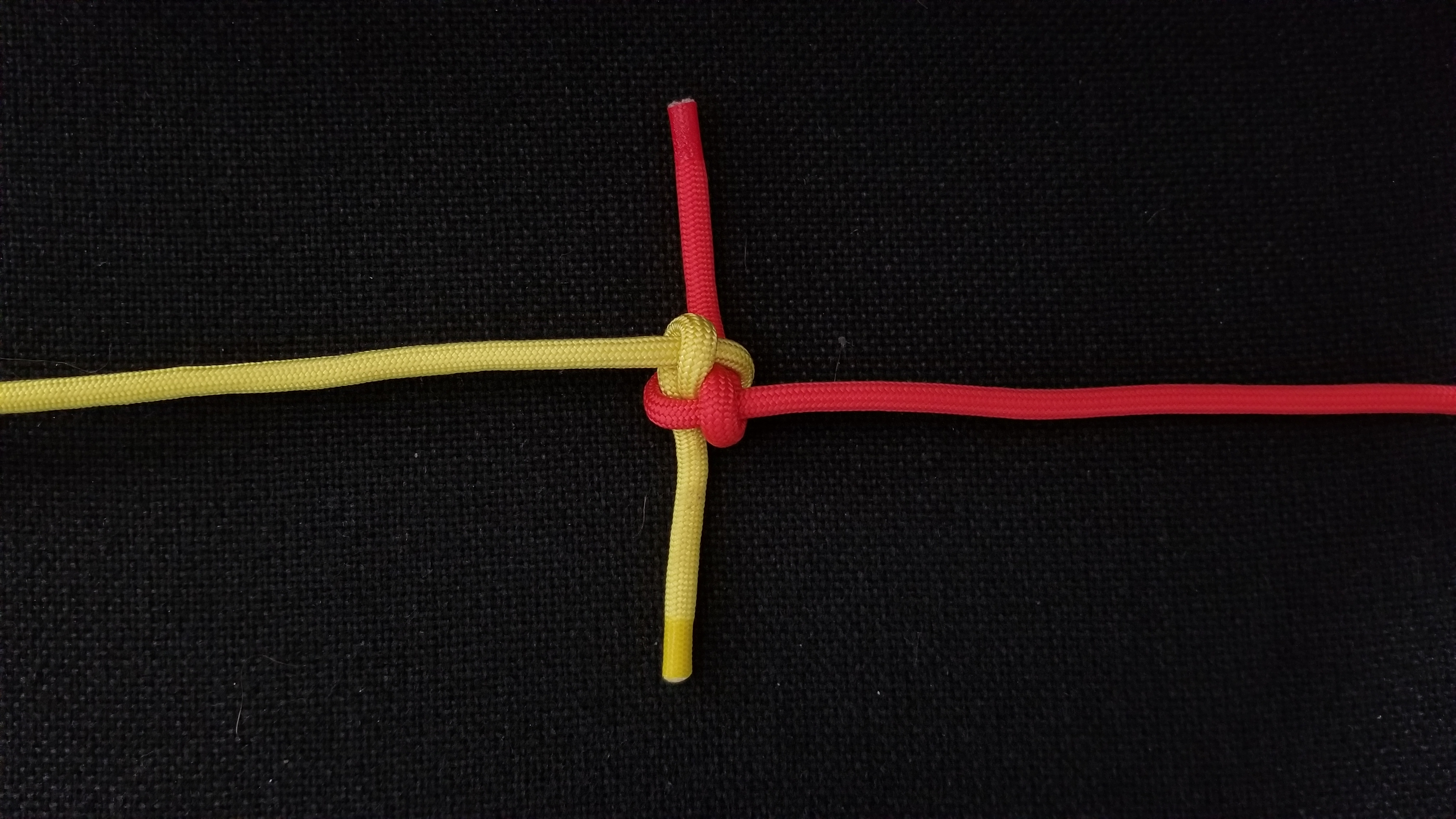
Fest zugezogen. Ansicht der Rückseite

## Varianten des Trossensteks

### Echte Trossensteke

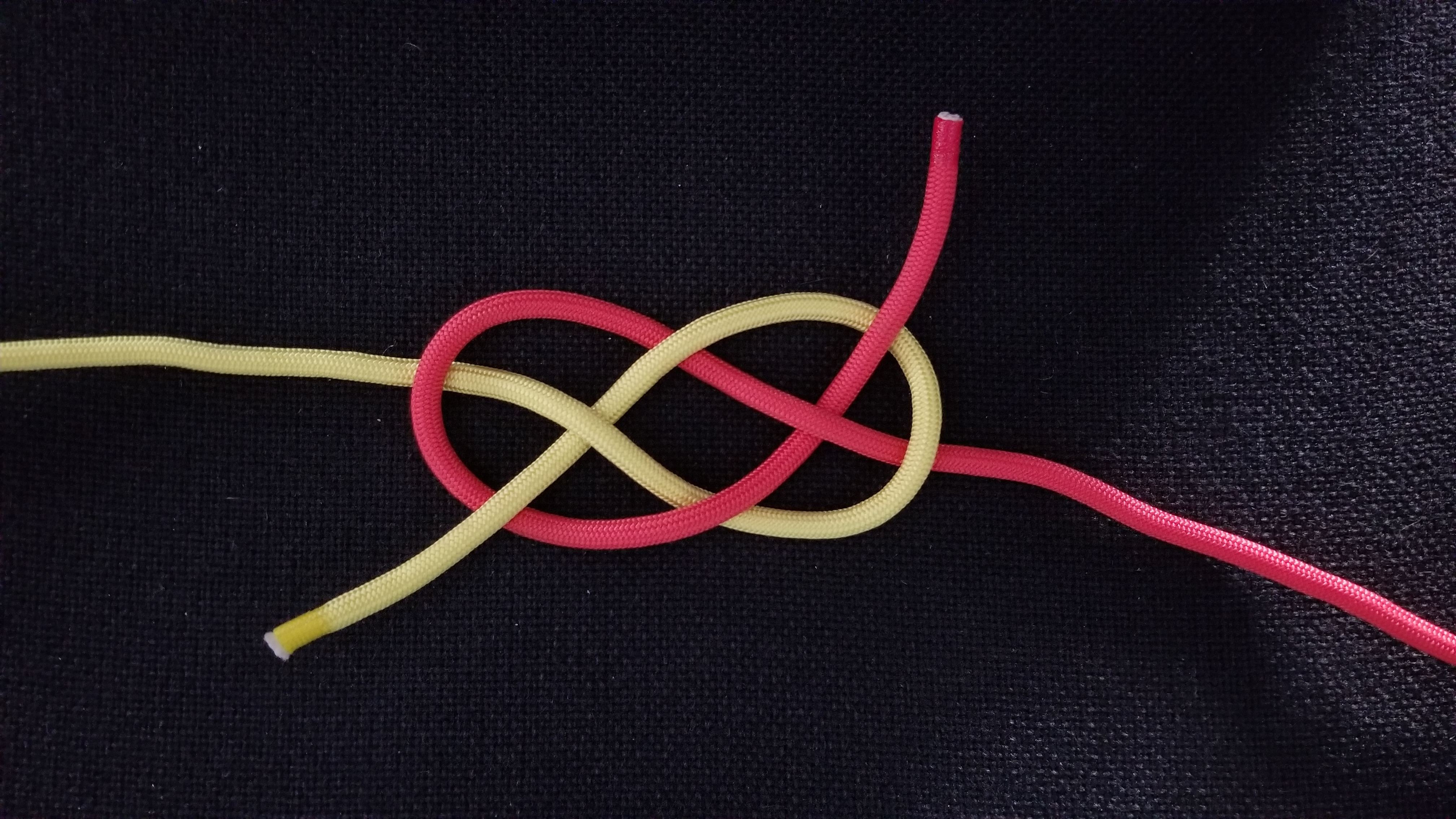
Voller oder Echter Trossenstek. (ABoK #1439)[1] Dies ist der reguläre Trossenstek und ein sehr guter Verbindungsknoten. Er lässt sich ohne Schwierigkeiten wieder aufbinden, slippt auch nicht bei nassem Seil, ist leicht zu binden und gehört zu den allerstärksten Knoten. Er ist symmetrisch, die beiden Enden liegen im nicht zugezogenen Zustand diagonal gegenüber.
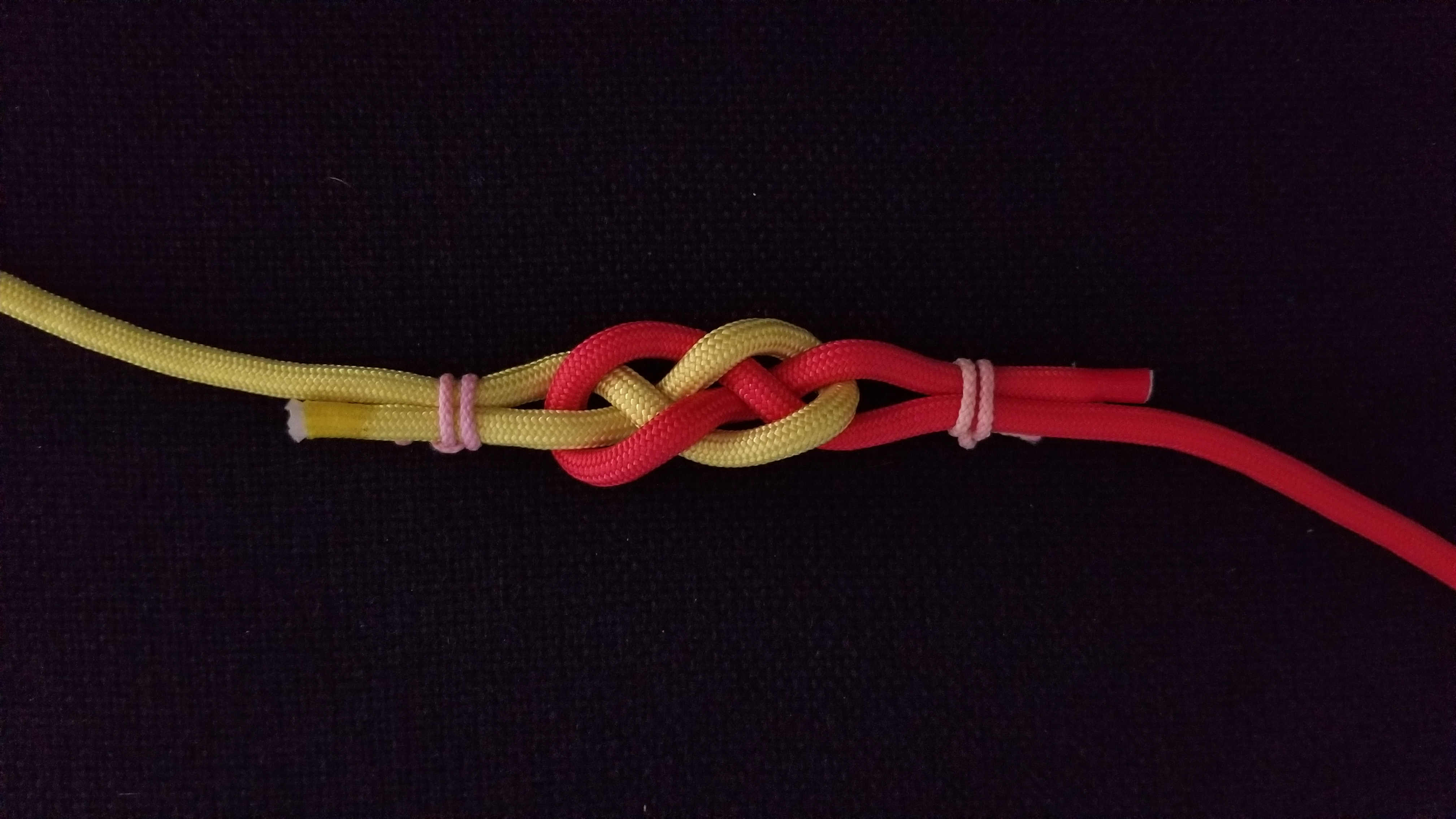
Echter Trossenstek mit Takling gesichert (#1446)[3] um vor Abnutzung zu schützen und eine höhere Sicherheit zu gewährleisten.

### Sogenannte und falsche „Trossensteke“
Fast jeder Trossenstek, der nach dem Trossenstek-Muster gemacht wurde, aber sich in dem Über und Unter von dem regulären Trossenstek unterscheidet, wurde früher Einfacher Trossenstek genannt. Aber keiner kann ähnlich gute Eigenschaften hinsichtlich Sicherheit, Symmetrie, Leichtigkeit des Bindens und des nicht bekneifens und slippens aufweisen.

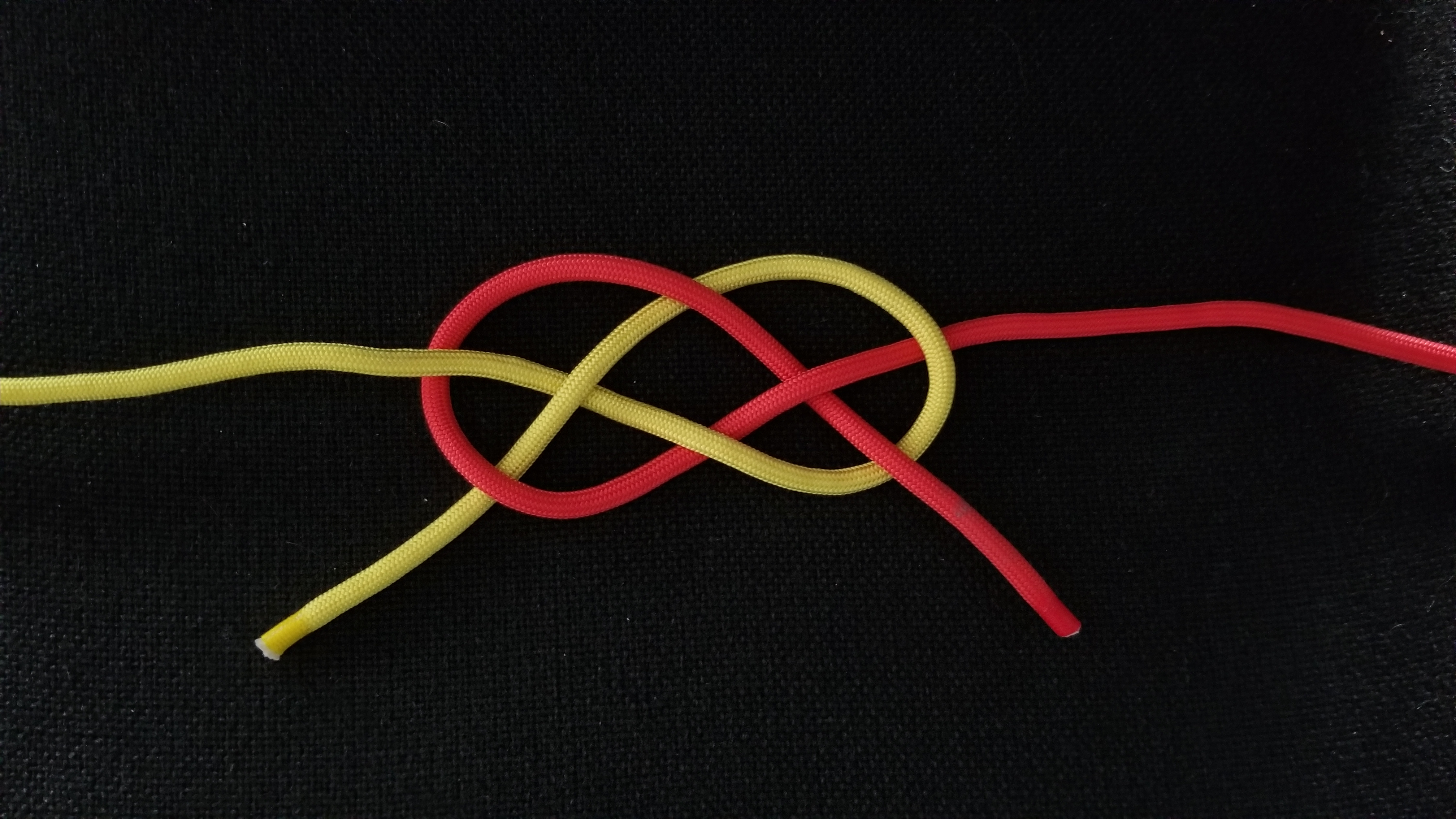
Trossenknoten (#1428)[4] Der Trossenknoten kann für einen dekorativen Zweck flach gebunden werden. Hier liegen die beiden Enden auf derselben Seite des Knotens. Dies ist weniger fest und sicher, als wenn der Knoten die Enden diagonal gegenüber hat. Dieser Knoten kann auch nur mit einem Seil gebunden werden. Dann heißt er in der chinesischen Knotentechnik Doppelter Münzknoten.
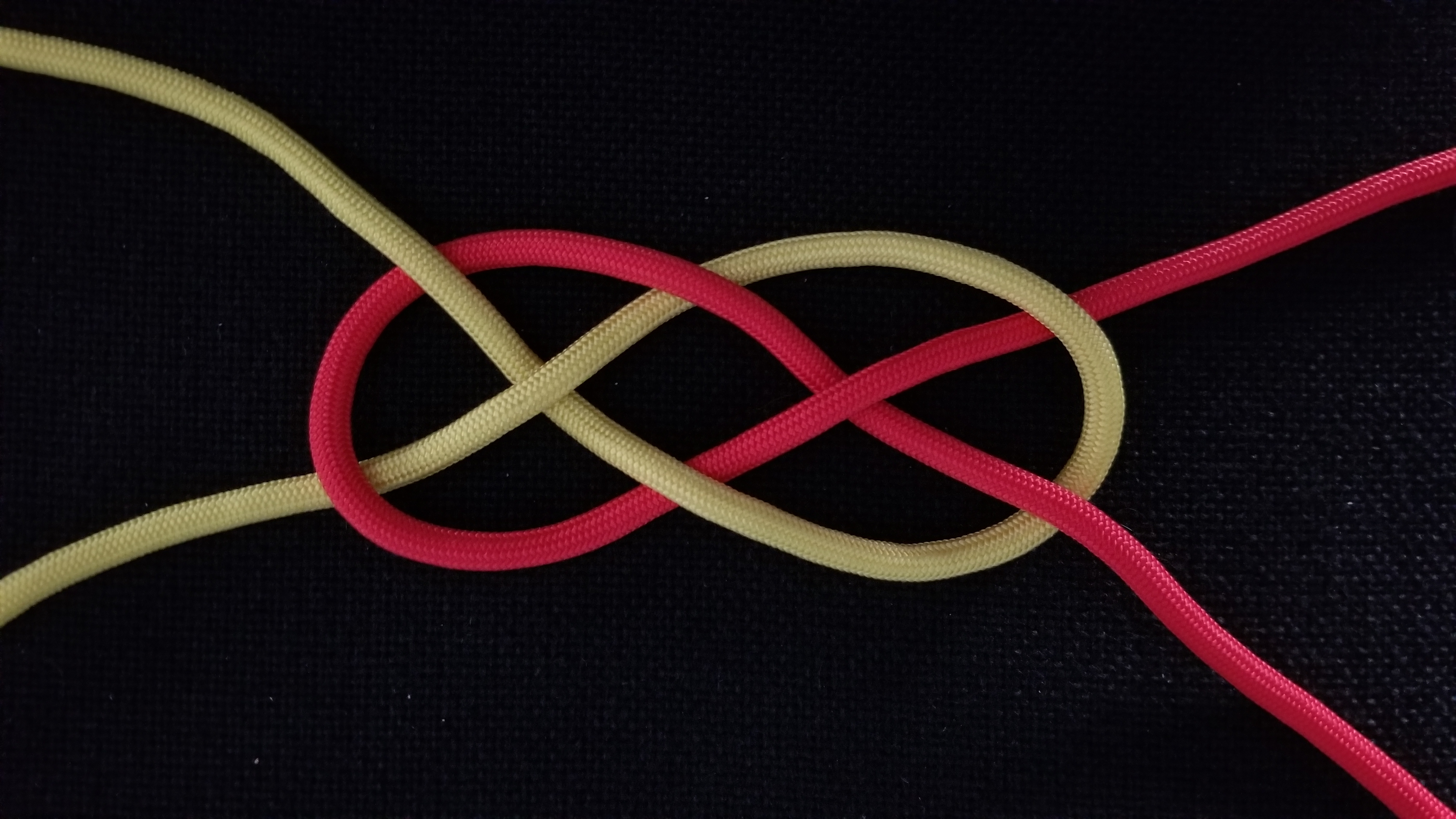
Josephinenknoten (#1502)[5] (#2361)[6] Bei dekorativen Arbeiten mit Schnüren wie z. B. in Makramee oder bei Näh- oder Nadelarbeiten, wenn alle vier Enden verwendet werden, heißt der Trossenstek nun Josephinenknoten. Er unterscheidet sich vom links daneben gezeigtem Trossenknoten nur insofern, als er statt zwei Arbeitsenden nun vier Arbeitsenden hat. Der Knoten wird sehr häufig als flacher- oder zweidimensionaler Knoten in einer chinesischen Priesterschnur verwendet. In der dekorativen Handwerkskunst, den Chinesischen Knoten wird er Doppelter Münzknoten genannt.
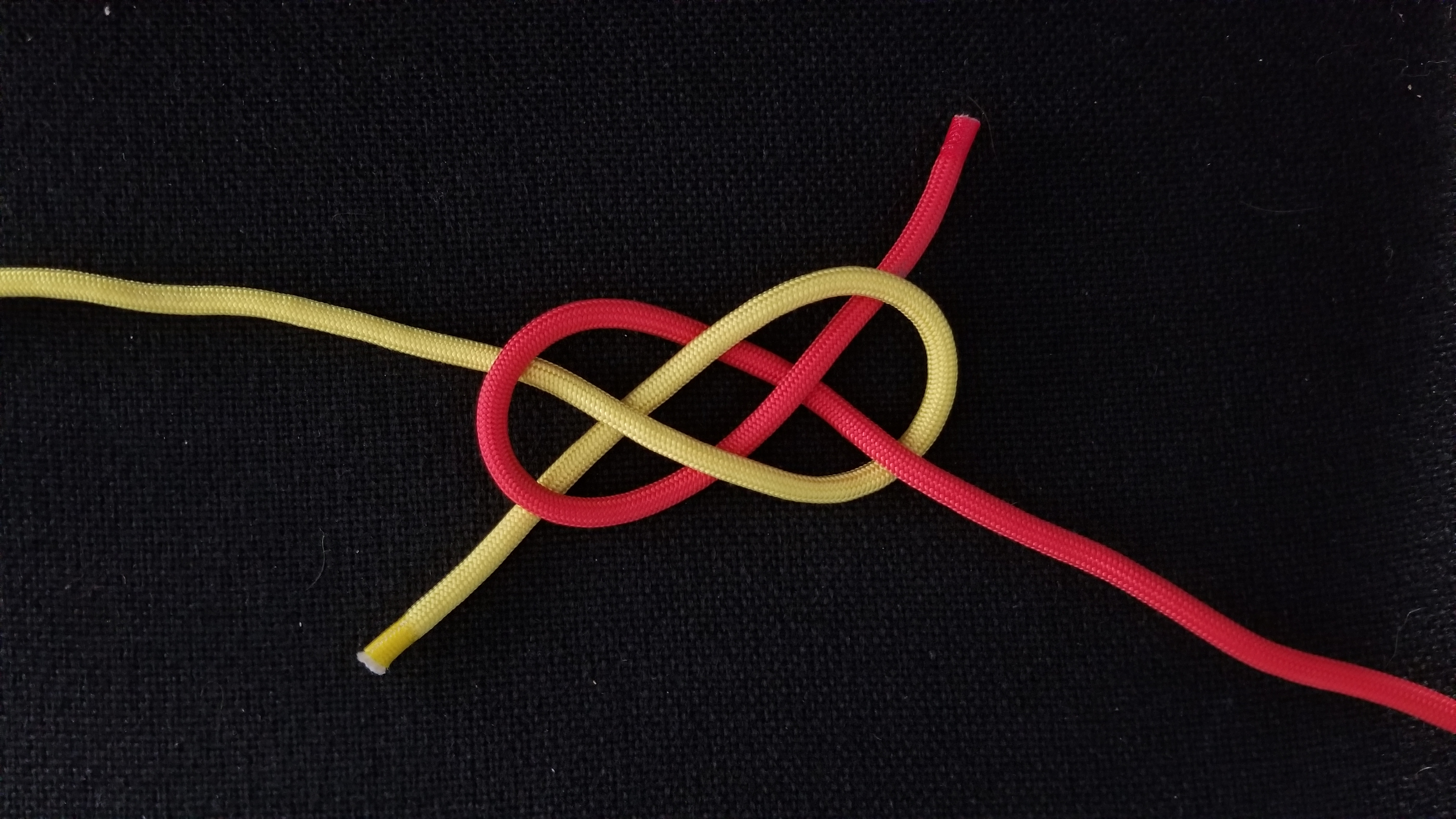
Einfacher Trossenstek (#1440) , der in Wirklichkeit den Schotstek zeigt.
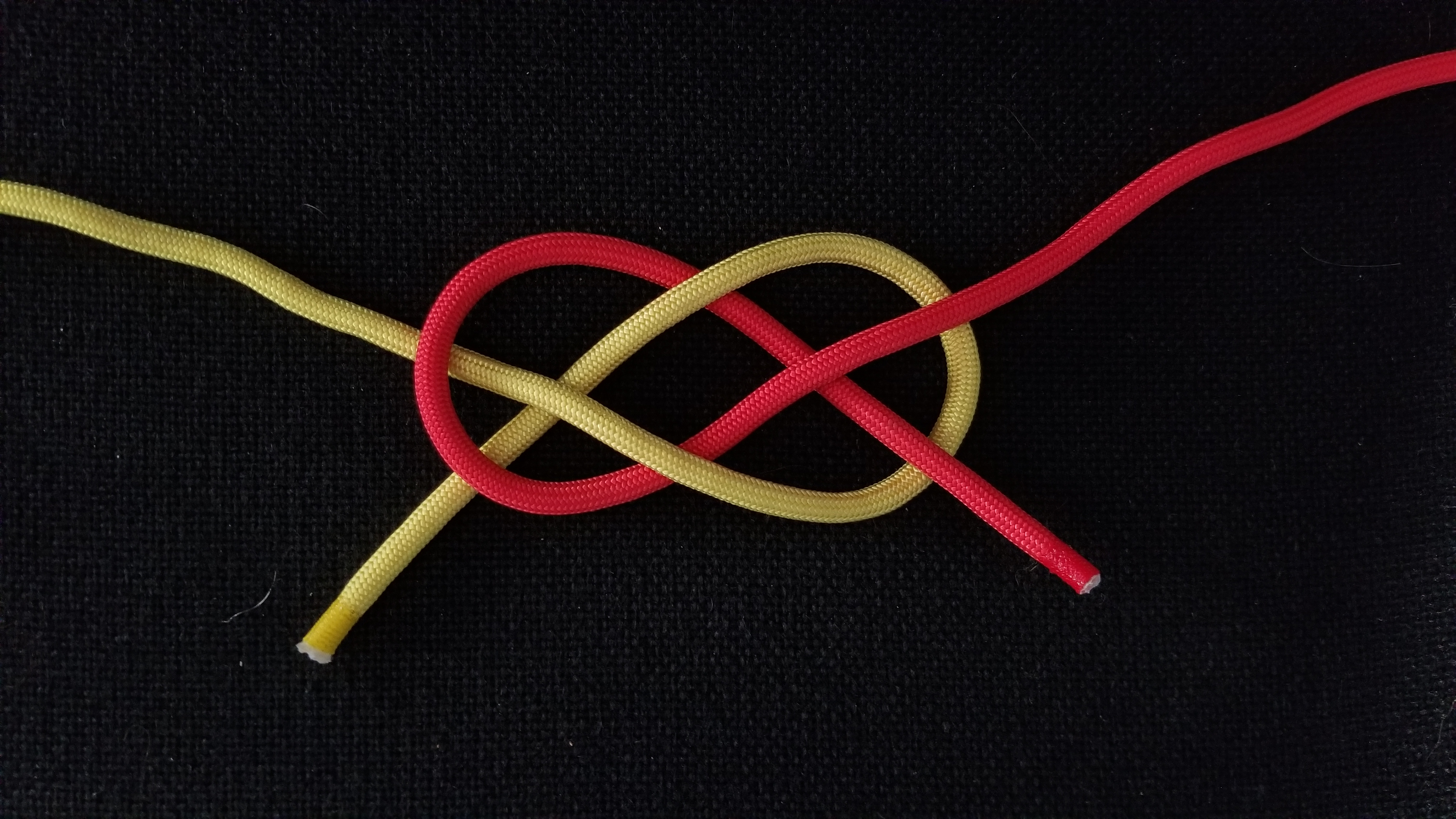
Dieser sogenannte Einfache Trossenstek (#1441) zeigt in Wirklichkeit den Kreuzknoten.
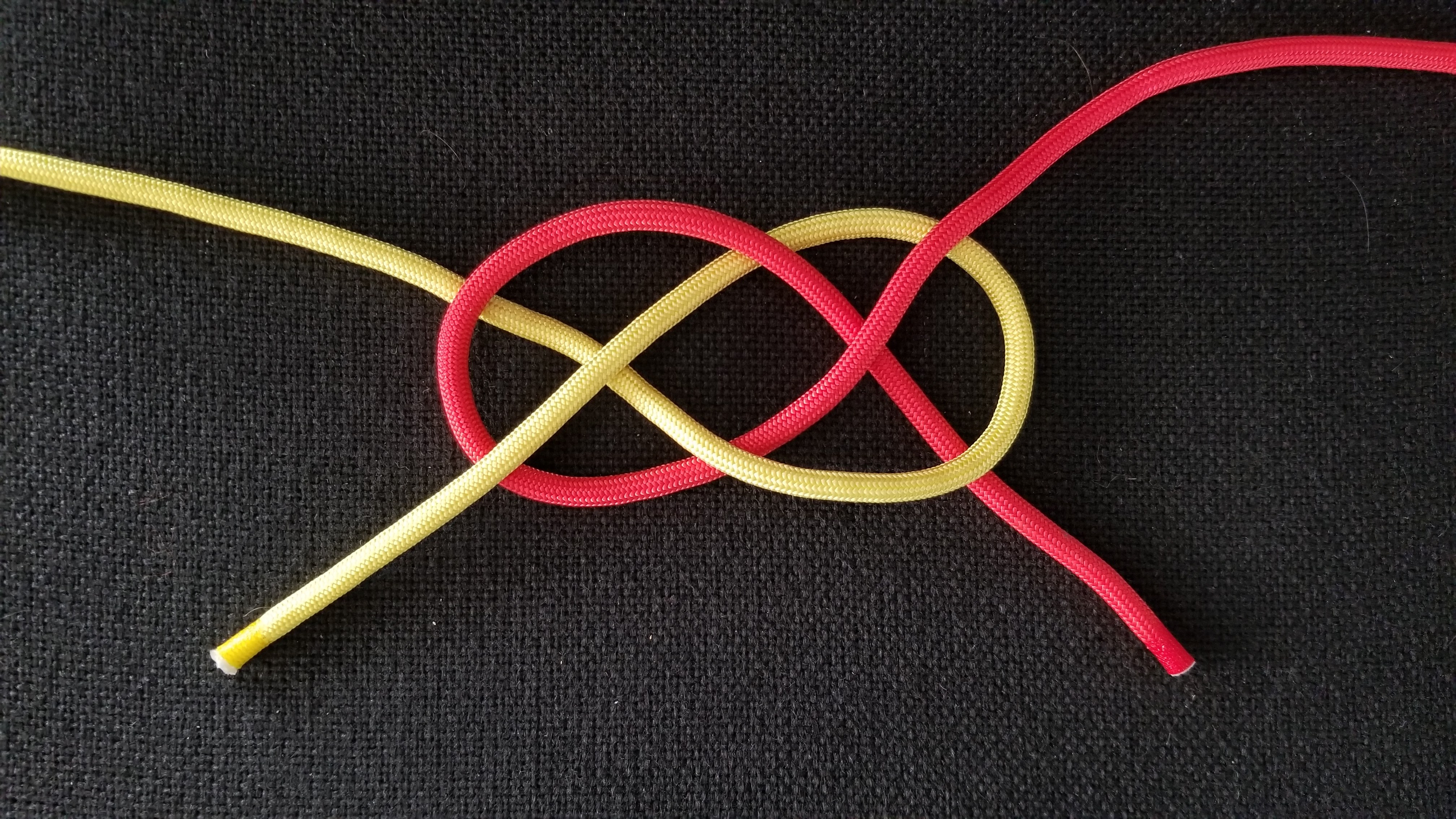
Und dieser sogenannte Einfache Trossenstek (#1442) den Altweiberknoten[1].

## Verlängerter Trossenknoten
Der Trossenknoten oder der Josephinenknoten können auf jede gewünschte Länge verlängert werden. Diese Form kann man gelegentlich an Trompetenschnüren und Litzen des Militärs sehen.

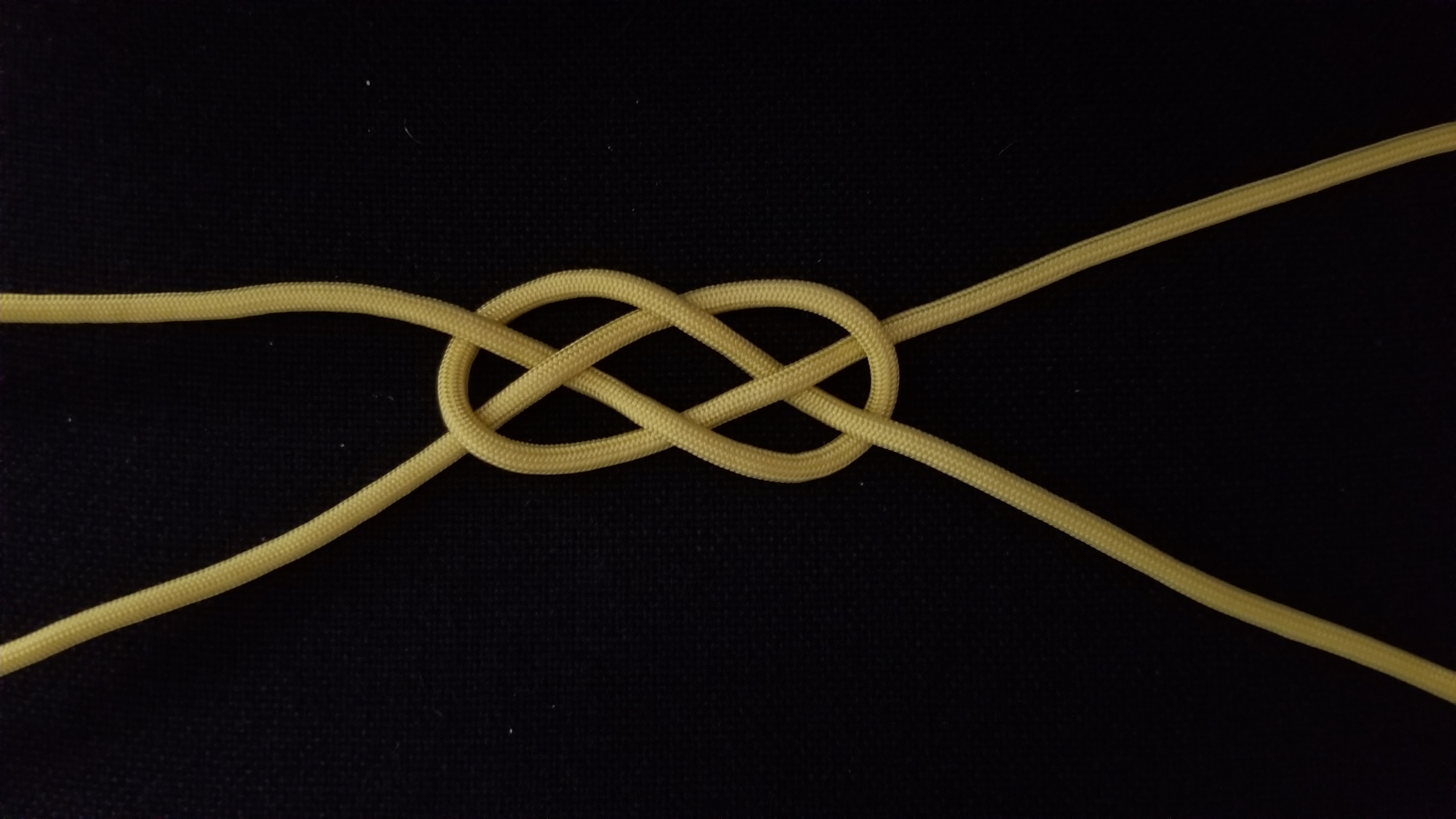
Ausgangspunkt hier der Josephinenknoten, bei dem alle vier Enden verwendet werden.
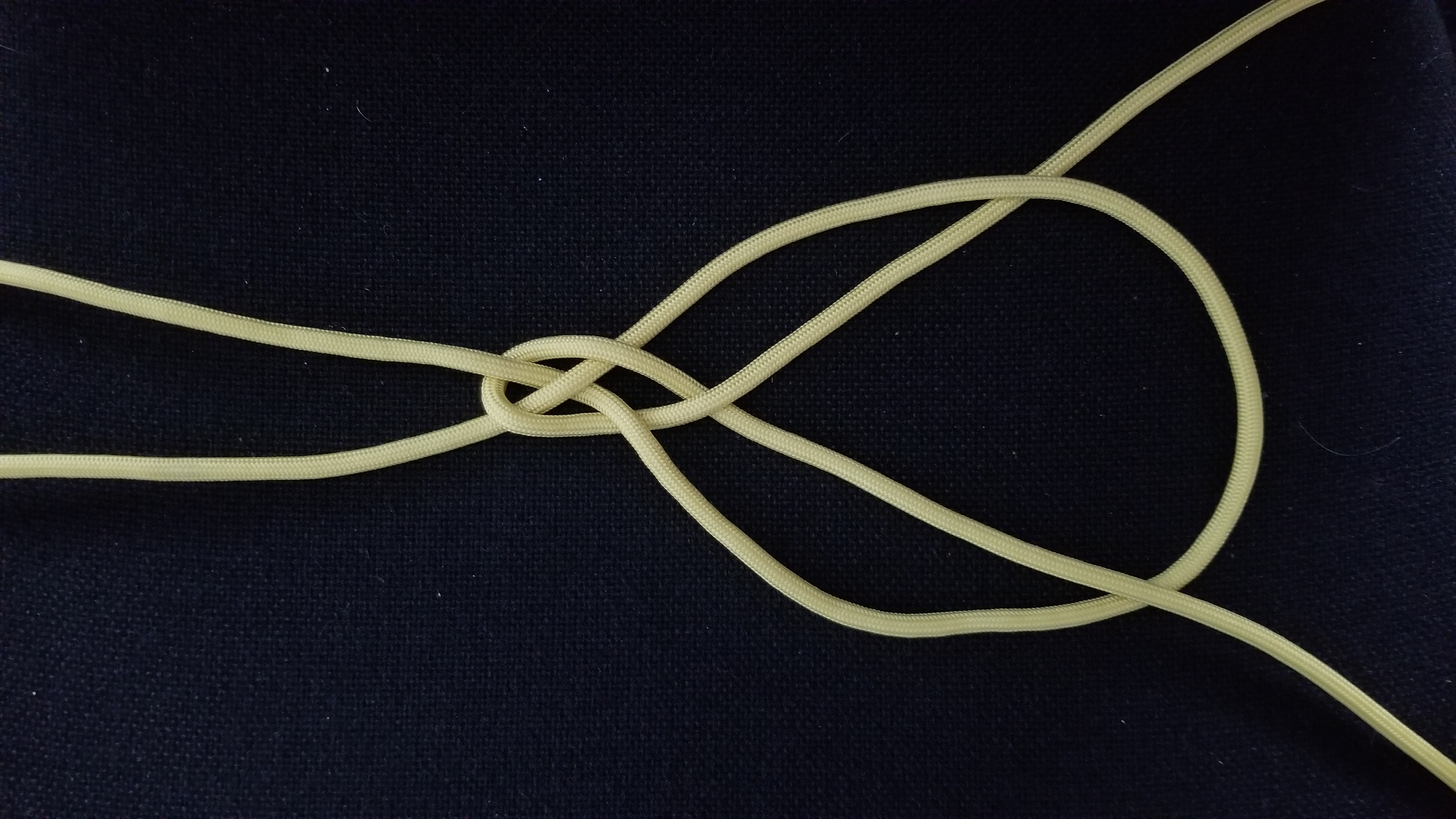
Nun wird die rechte Bucht vergrößert.
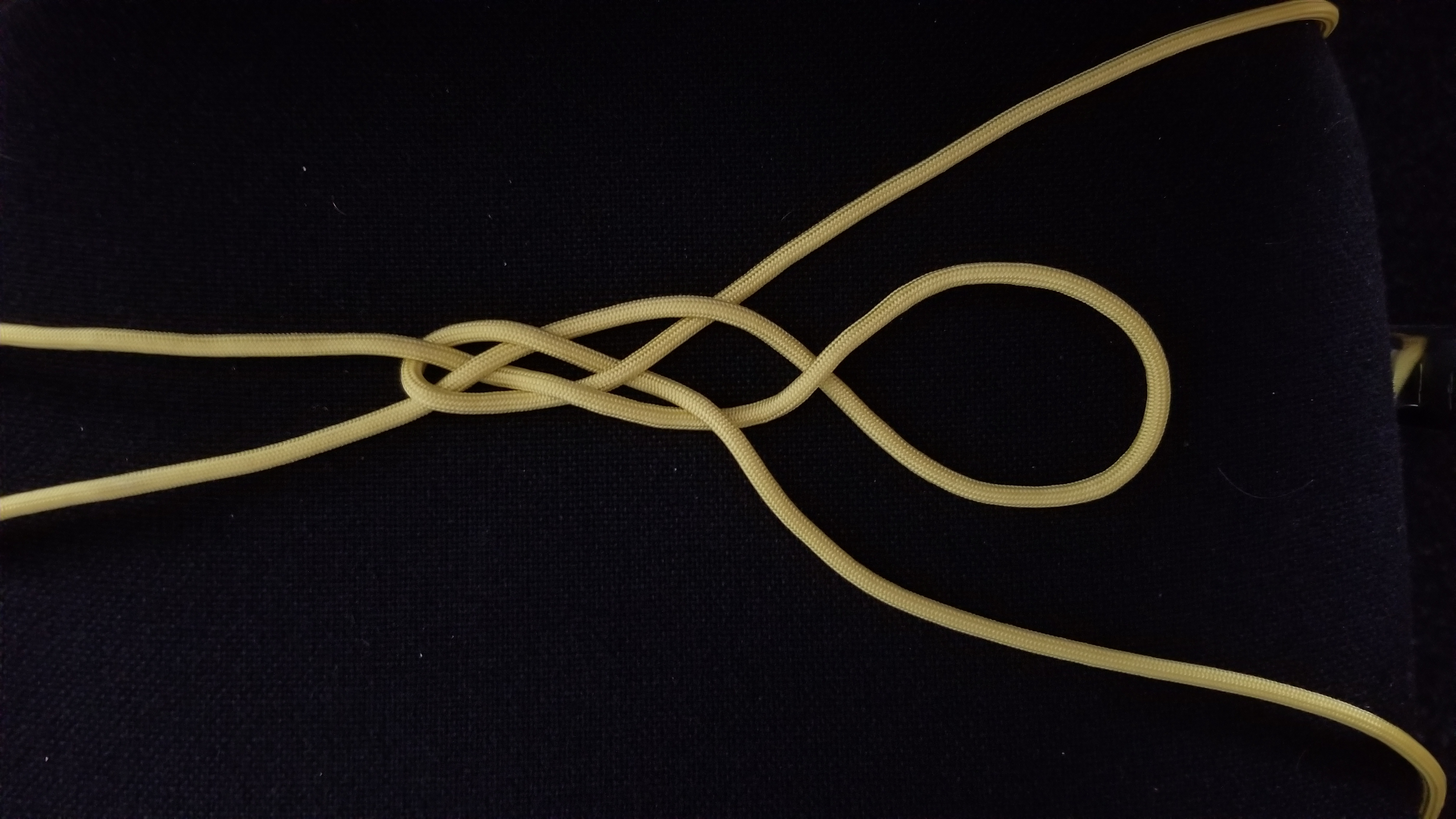
Dann wird die Bucht im Uhrzeigersinn gedreht und dadurch zu einem Auge gelegt.
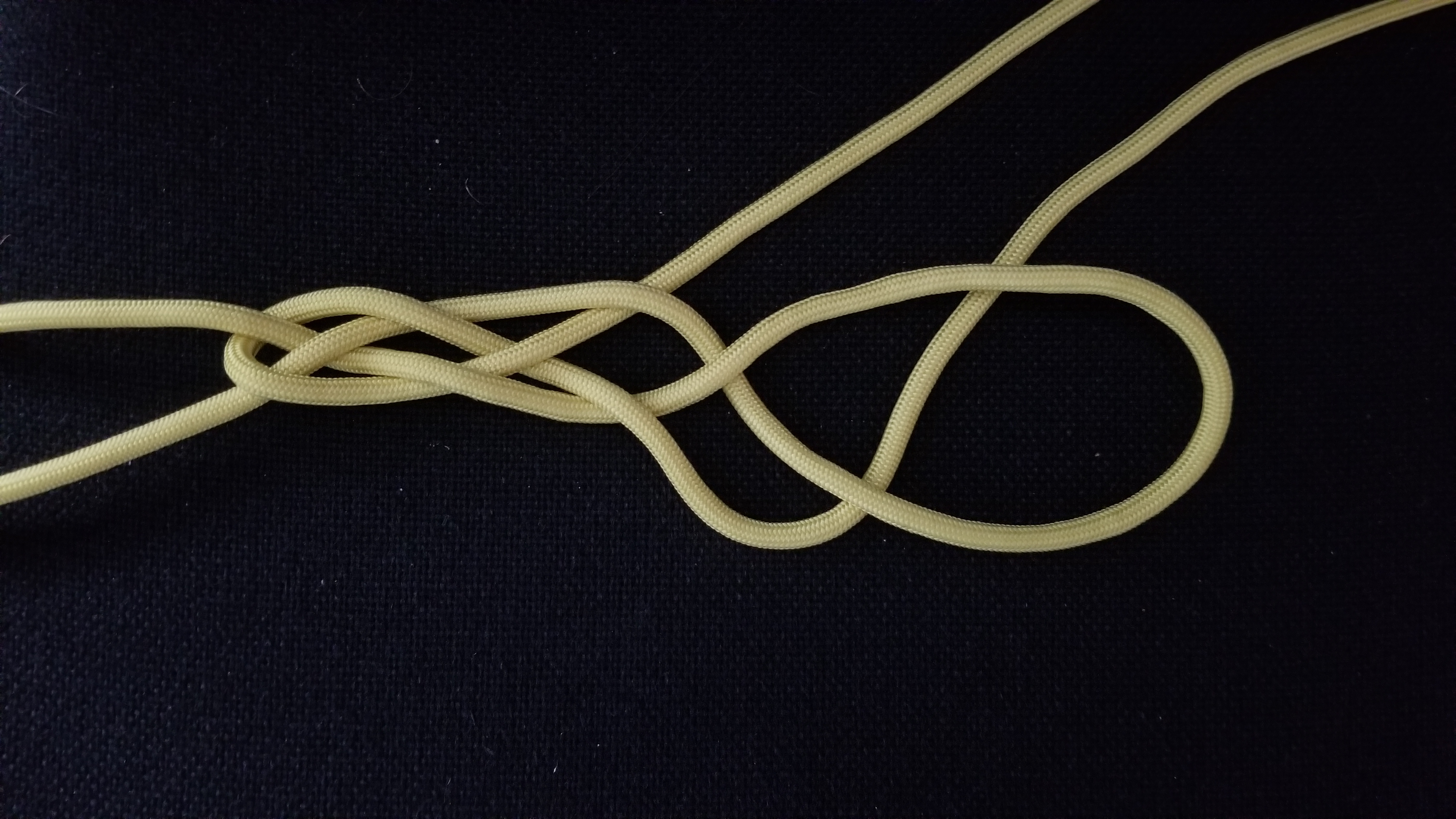
Das rechte untere Ende wird diagonal nach oben unter das Auge geführt.
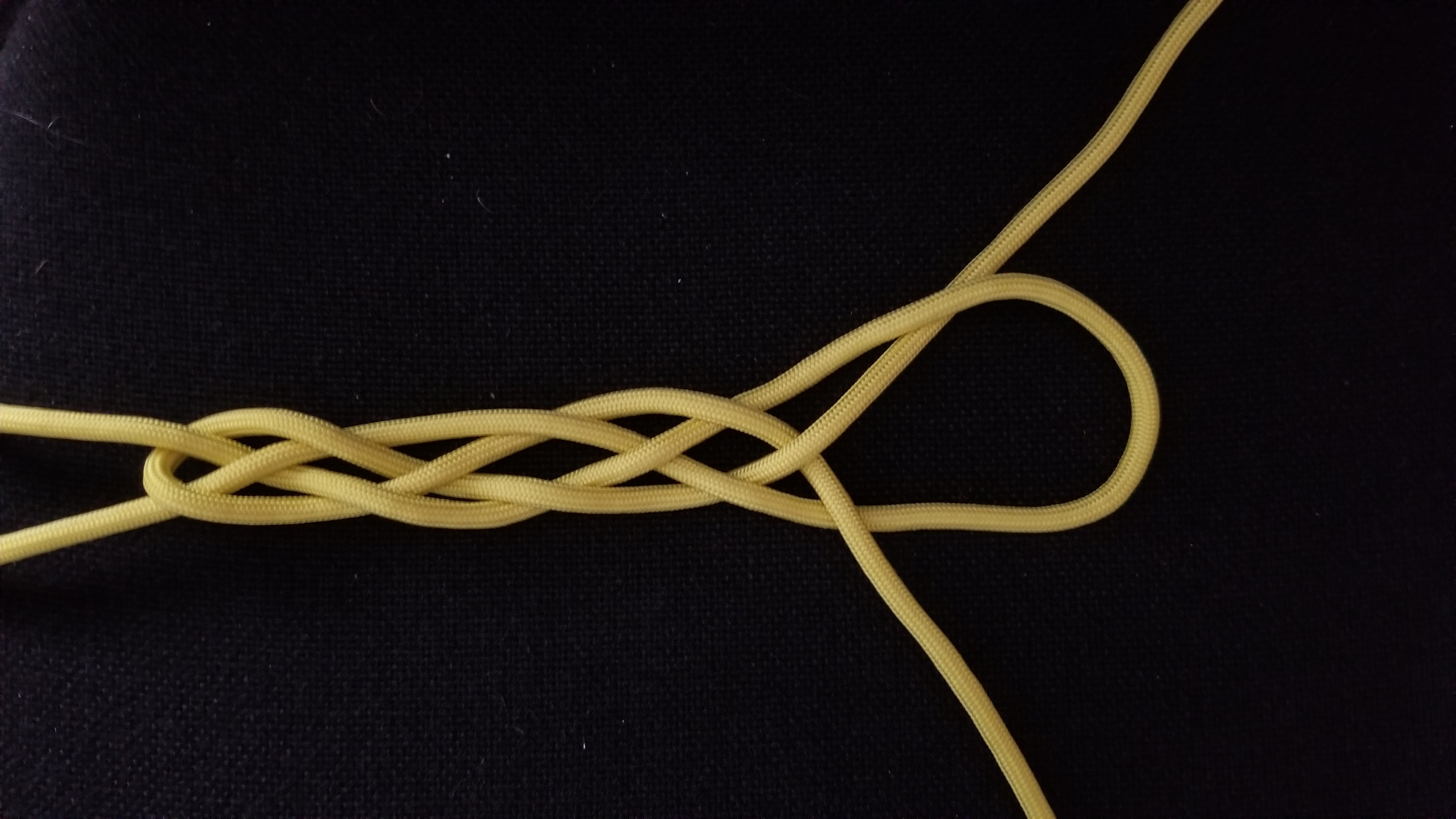
Das andere rechte Ende nun über und unter und wieder über nach unten geführt. Damit wäre der Trossenstek einmal verlängert, wenn man ihn zuziehen und in Form bringen würde.
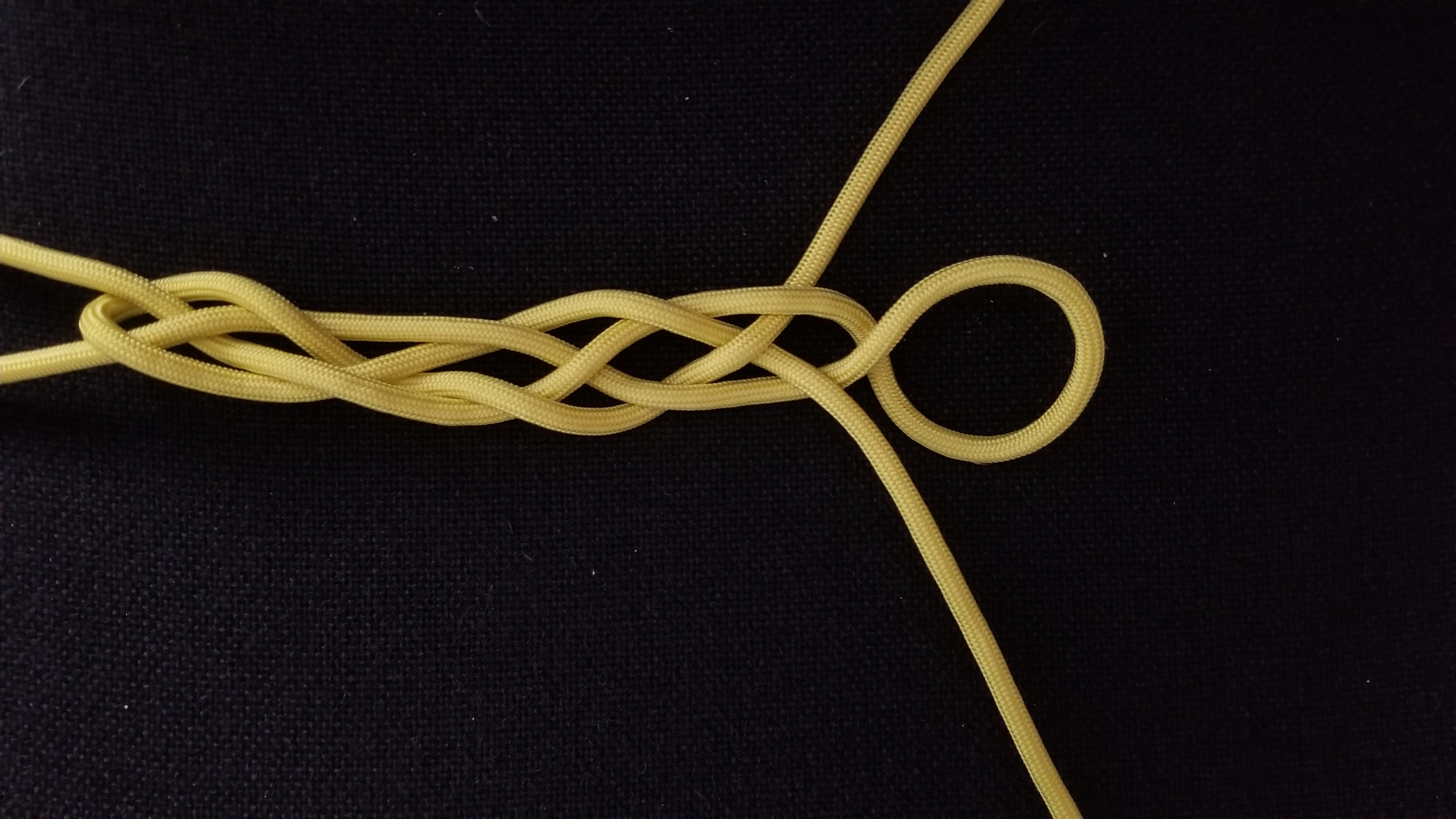
Um ihn weiter zu verlängern, dreht man wieder die Bucht im Uhrzeigersinn zu einem Auge.
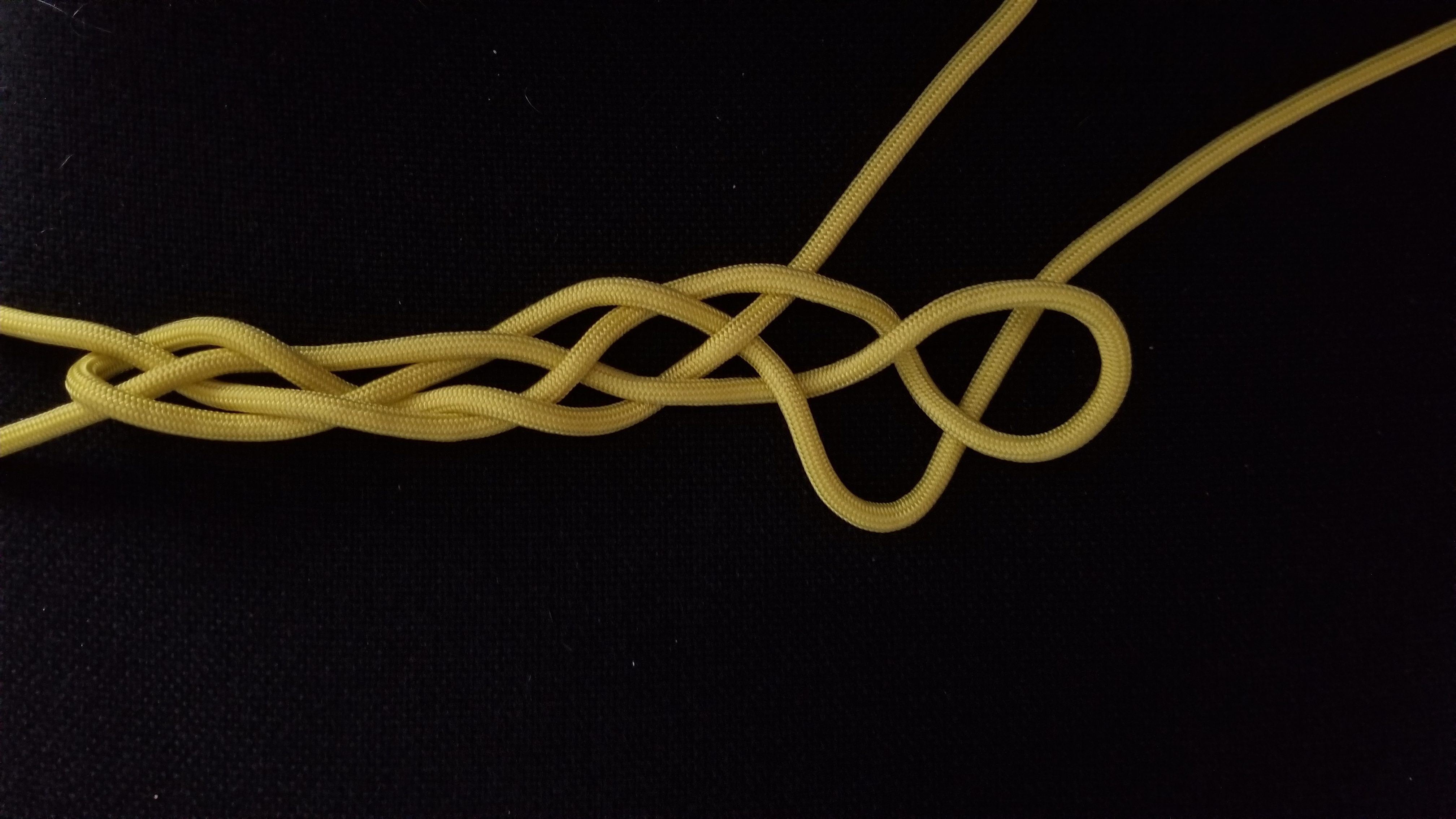
und fährt fort wie bei der ersten Verlängerung, indem man das rechte untere Ende diagonal nach oben unter das Auge führt.
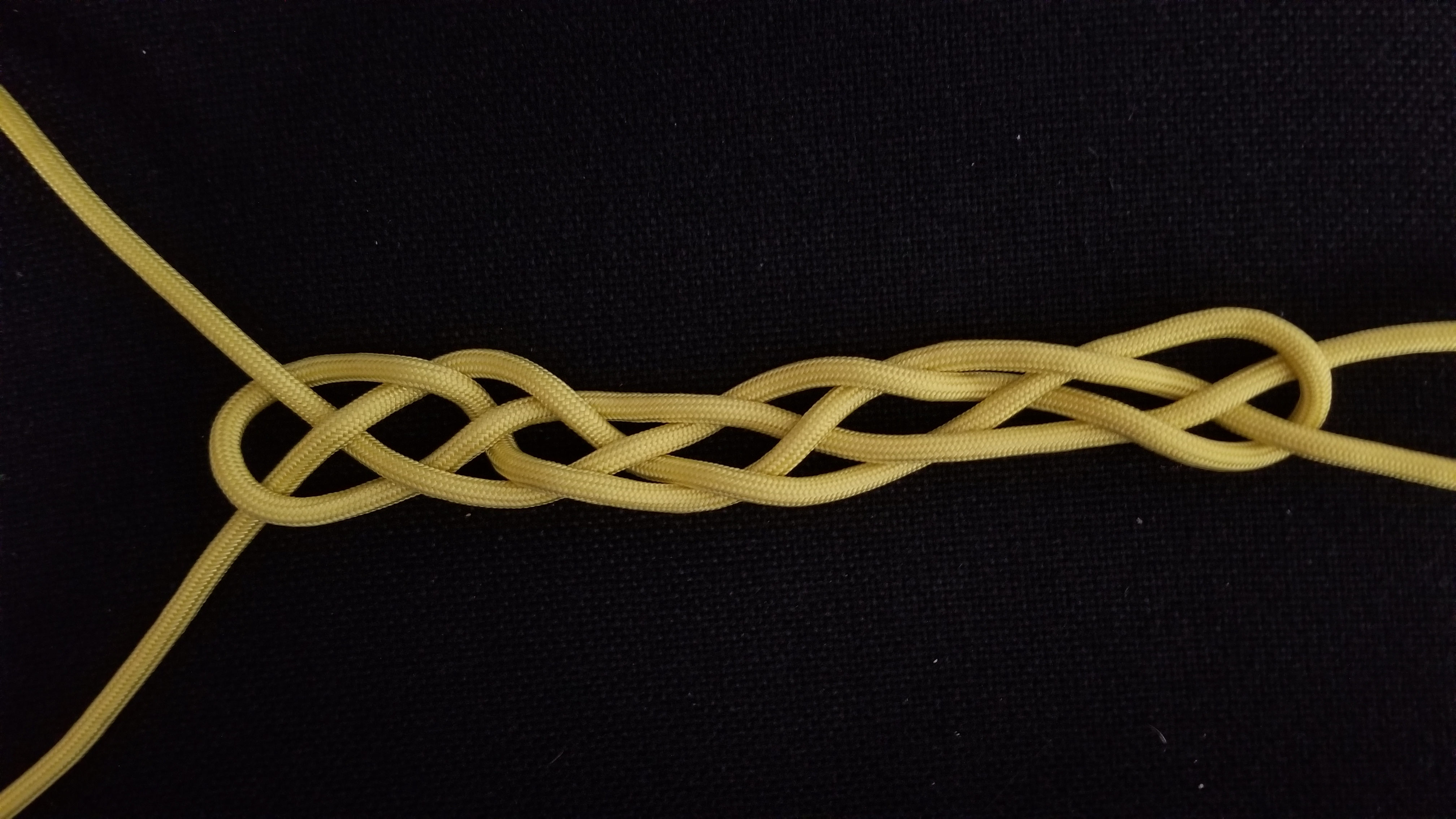
Das andere rechte Ende nun über und unter und wieder über nach unten geführt. Damit wäre der Trossenstek zweimal verlängert.
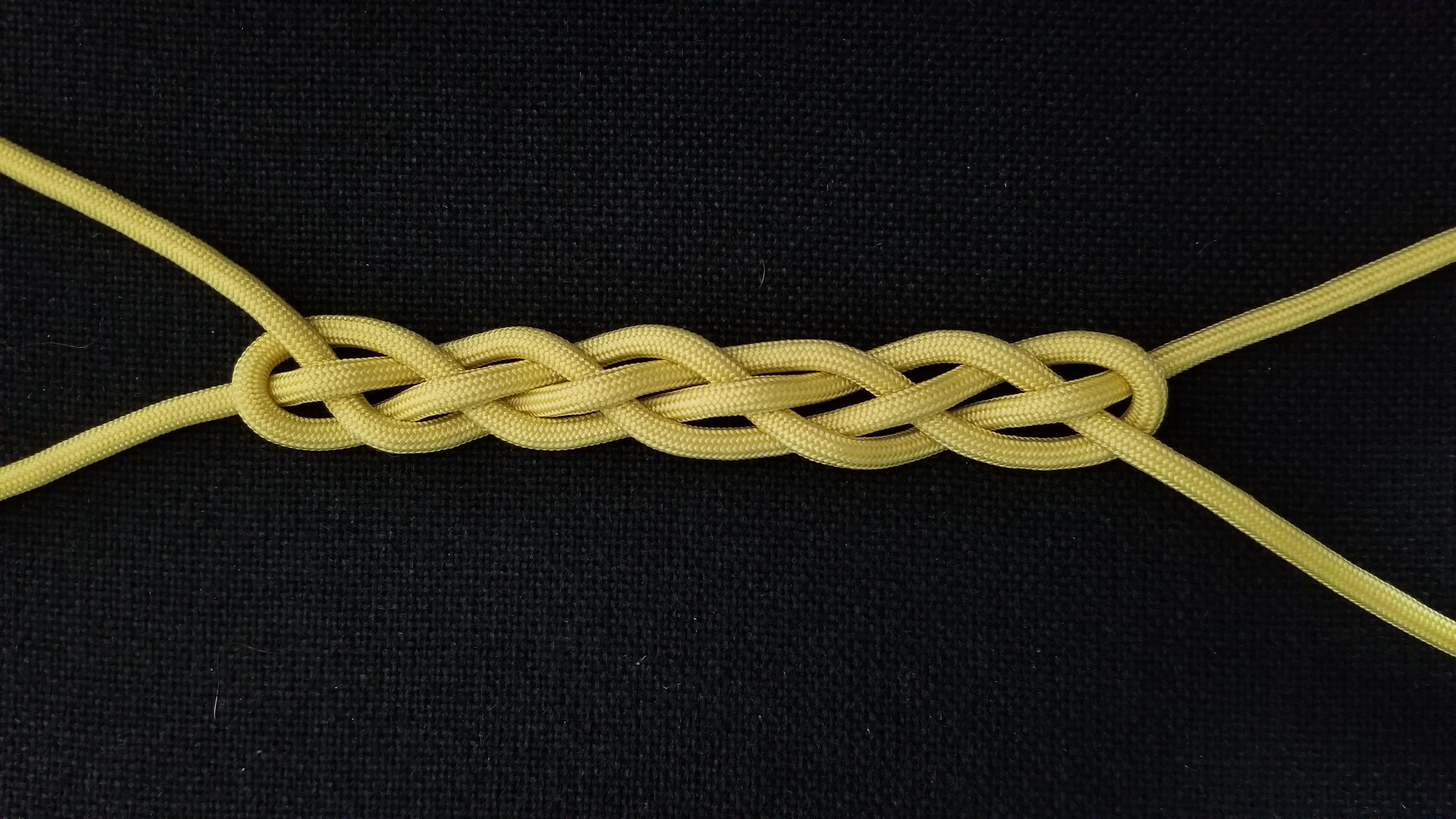
Nun nur noch in Form bringen und fertig ist der Verlängerte Trossenknoten (#1429).

## Dekorative Verwendung
Bei der dekorativen Variante treten beide stehenden Enden auf der einen Seite ein und beide Arbeitsenden auf der anderen Seite aus. Im Textilhandwerk ist er auch als Josephinischer Knoten (Makramee) oder Doppelter Münzknoten (Chinesischer Knoten) bekannt.
In Knotenmustern, die oft als sogenannte „Keltische Knoten“ bezeichnet werden und typisch für die darstellende Kunst des frühen und hohen Mittelalters sind, tritt der Trossenstek früh auf. Diese Form wird auch in der Heraldik verwendet, manchmal mit den Schwänzen heraldischer Schlangen, die in diesen Knoten eingewebt sind. In der englischen Heraldik wird der Knoten mit Hereward the Wake in Verbindung gebracht und ist auch unter dem Namen Wake-Knoten bekannt. Der Wake-Knoten ist ein englischer heraldischer Knoten, der historisch als heraldisches Abzeichen von der Familie Wake, den Herren des Herrenhauses von Bourne in Lincolnshire und auch als Ormond-Knoten von der Familie Butler, Earls of Ormond, verwendet wurde. Es ist im Wappen der Stadtverwaltung von Bourne, Lincolnshire, abgebildet.
Im Makramee ist die Form auch als Liebesknoten bekannt.

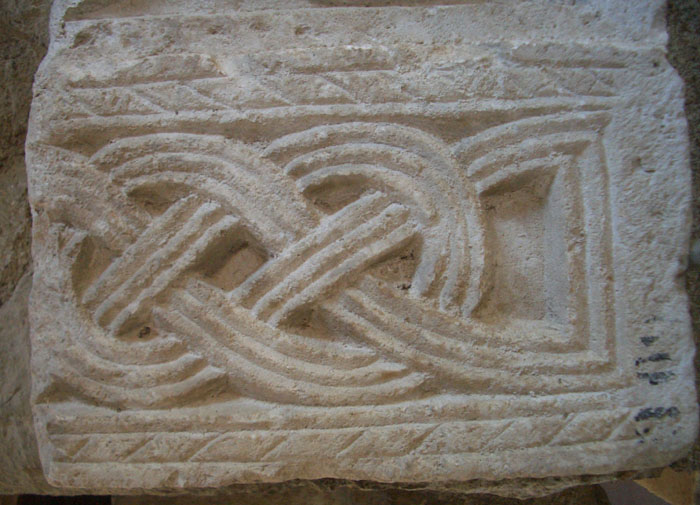
Spätantikes Flechtband aus Split, Dalmatien
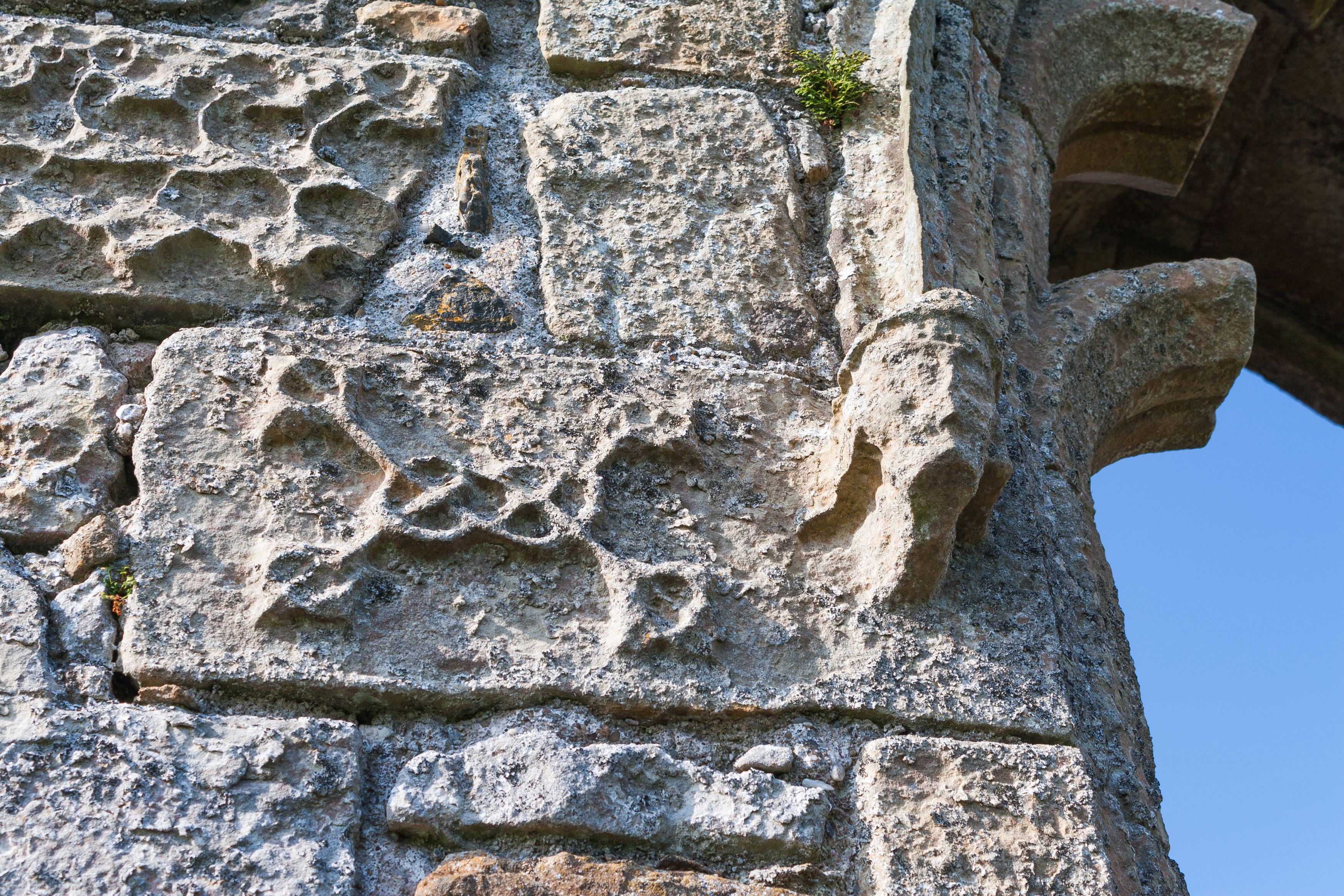
Verzierung an einem Mauerstein im Franziskanerkloster Bonamargy Friaryin Nordirland
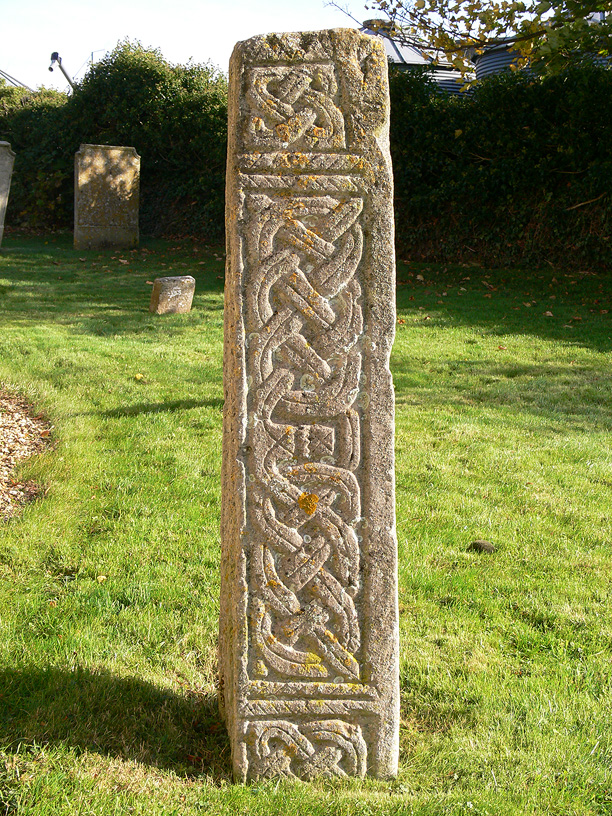
Zwei jeweils um ein Auge verlängerte Trossenknoten. Dieser Stein wurde gefunden, als man die alten Mauern der St Peter’s Kirche in Creeton, England abriss. Er ist vermutlich angel-sächsischen Ursprungs und aus dem 12. Jh.
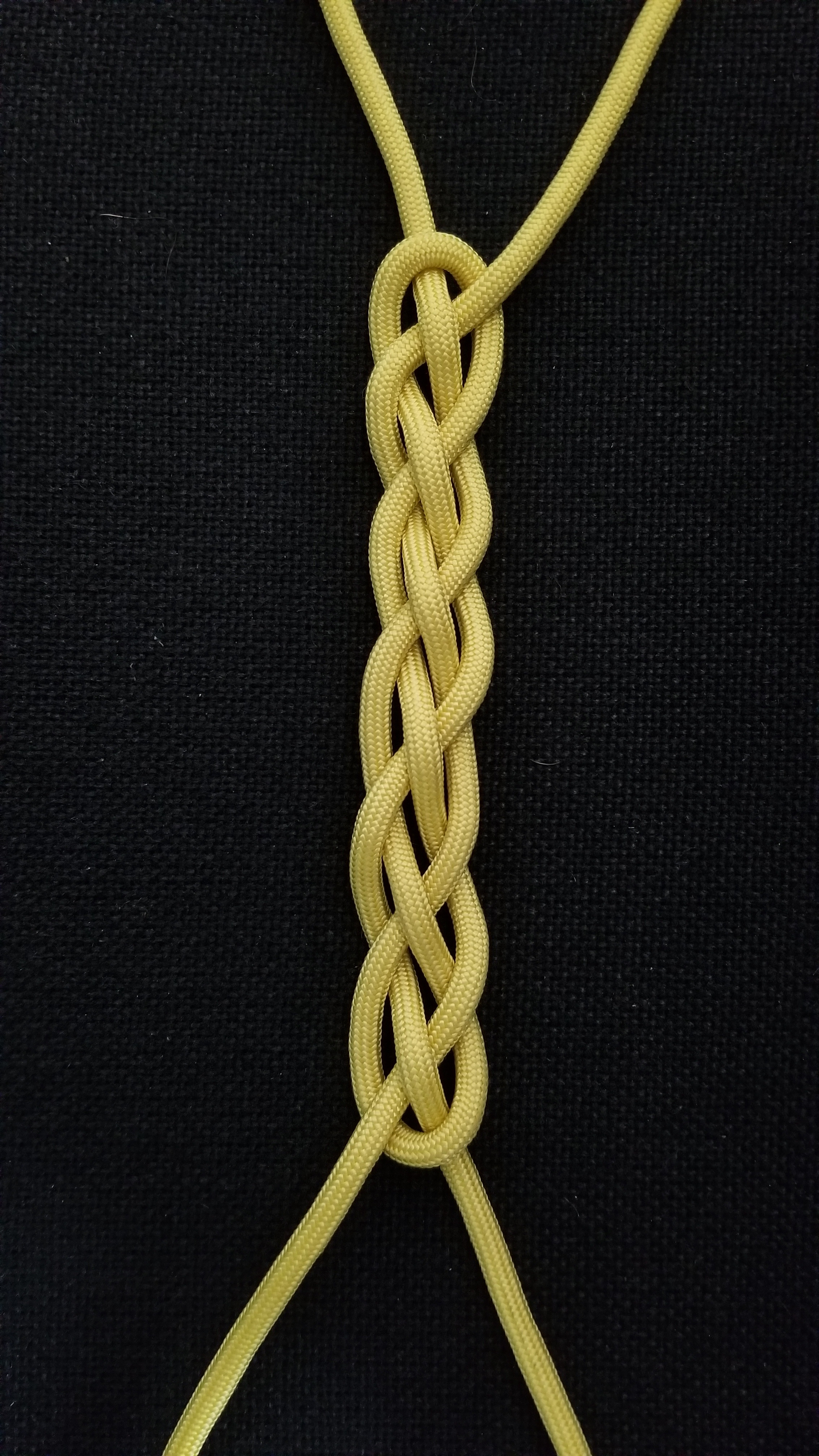
Ein um zwei Augen verlängerter Trossenknoten
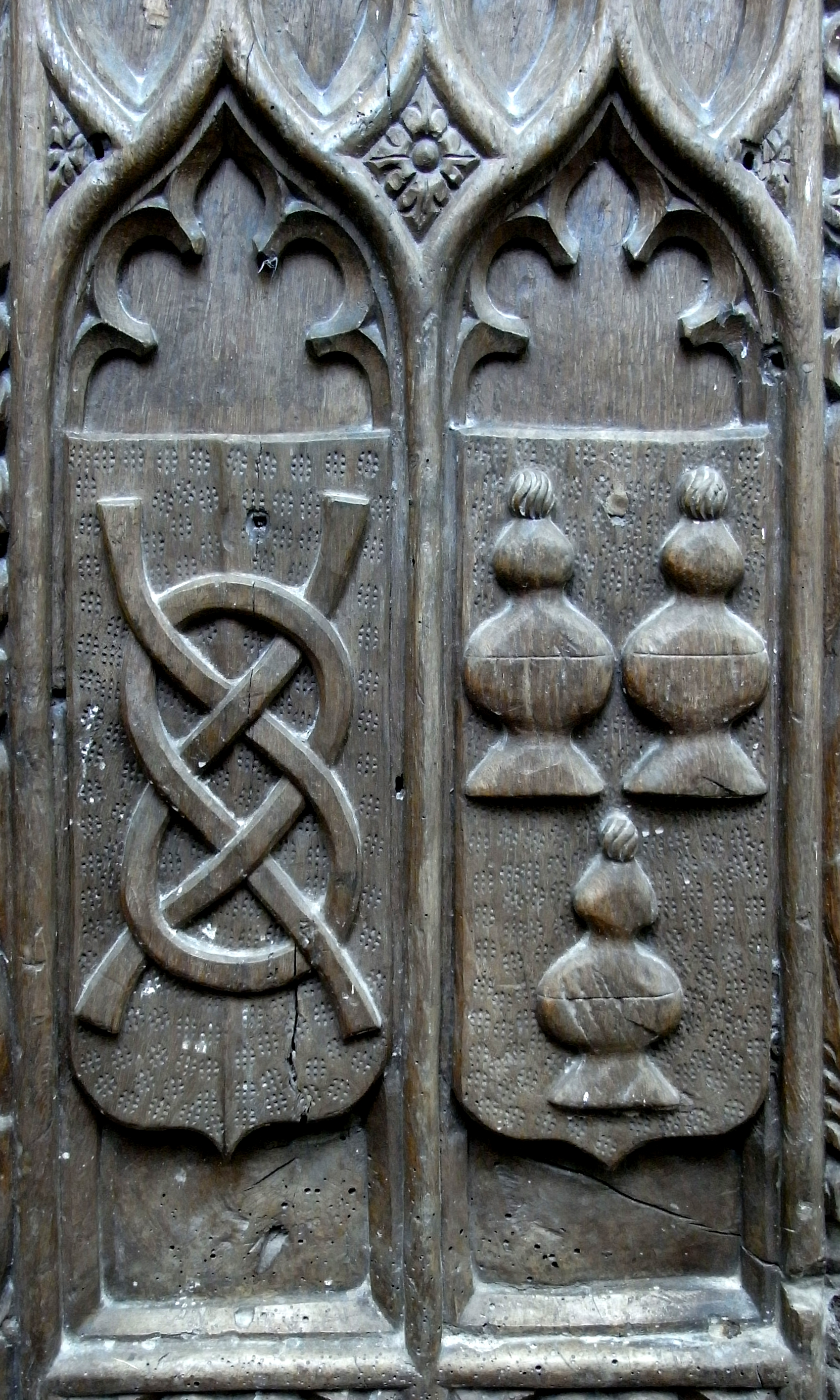
Das Bankende in der Monkleigh Kirche in Devon, England der den Ormond-Knoten (Trossenstek) und Wappen von Thomas Butler, 7. Earl von Ormond (ca. 1426–1515) zeigt
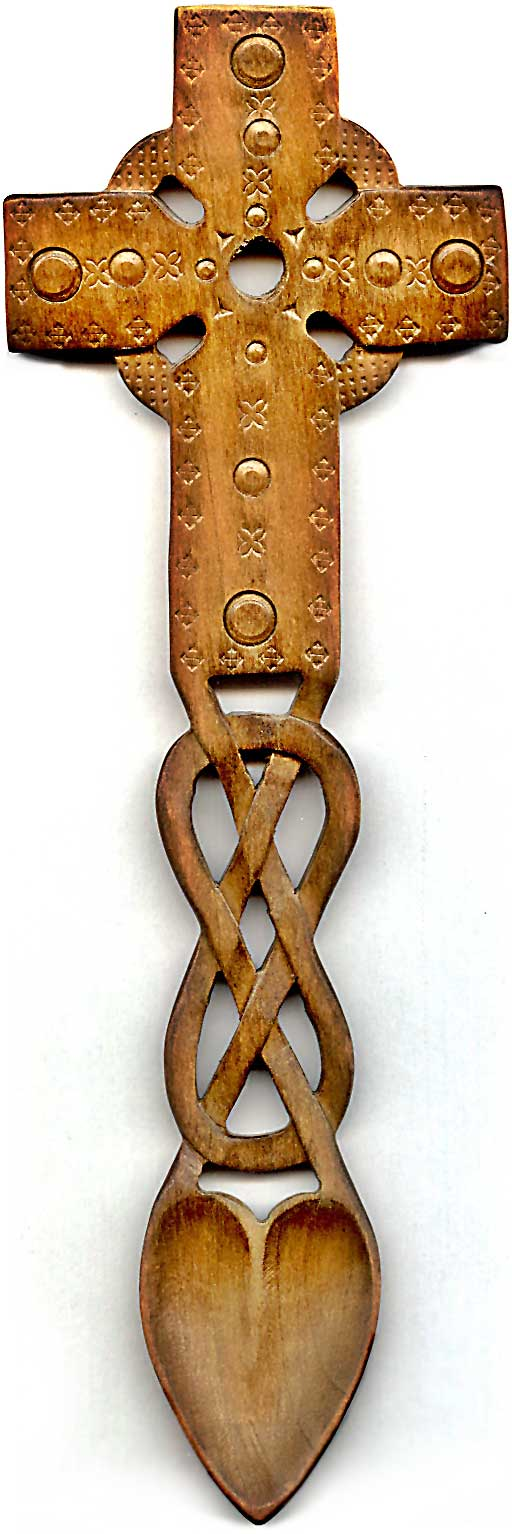
Ein Liebeslöffel mit dem junger Männer speziell in Wales ihre Zuneigung und Absichten zeigen

## Alternativen

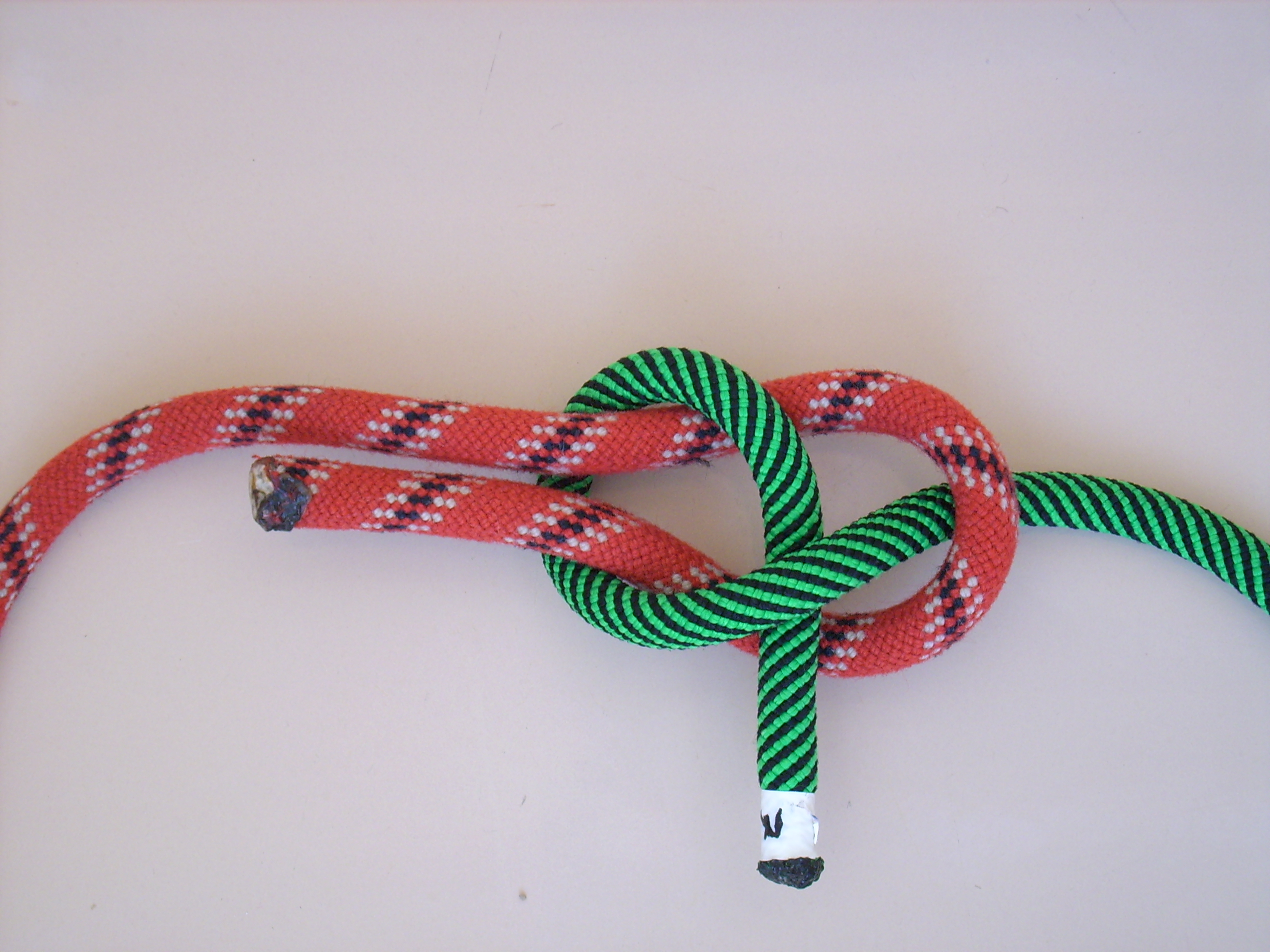
Der Trossenstek ist verwandt mit dem Schotstek, der etwa zur Verbindung von ungleich dicken Tauen verwendet wird.
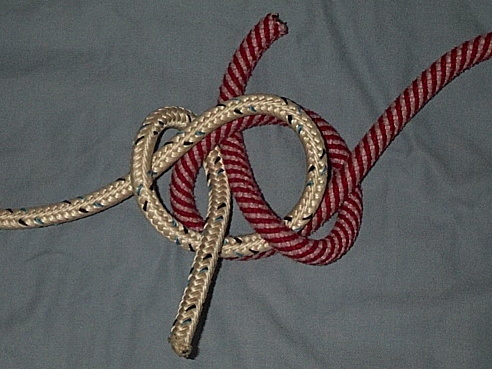
Ein Knoten für denselben Anwendungsbereich ist der Zeppelinstek, der sich nach starker Belastung sogar noch etwas leichter lösen lässt.
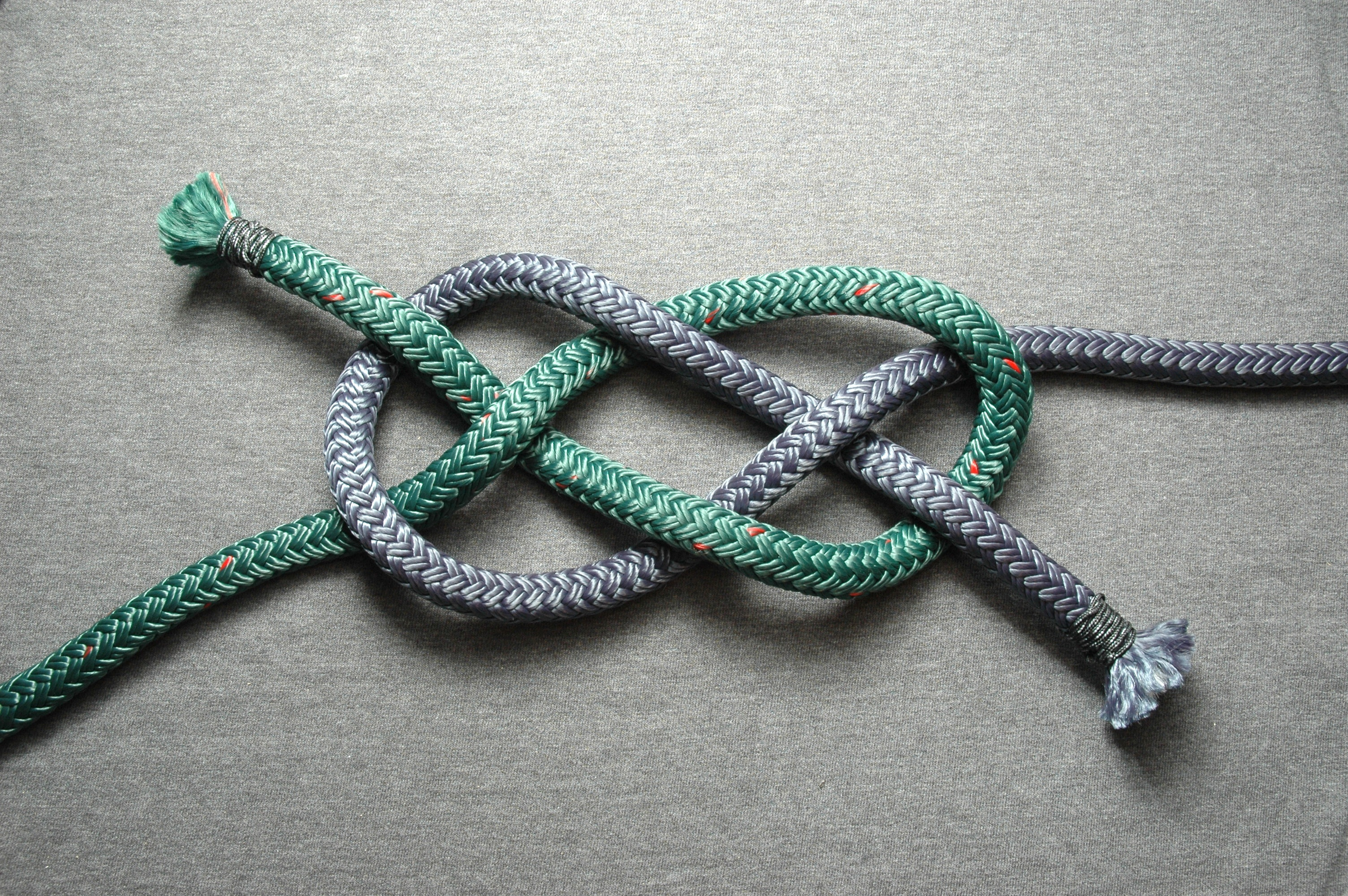
Der Trossenstek bildet die Grundlage für den Zwei-Strang-Diamantknoten.
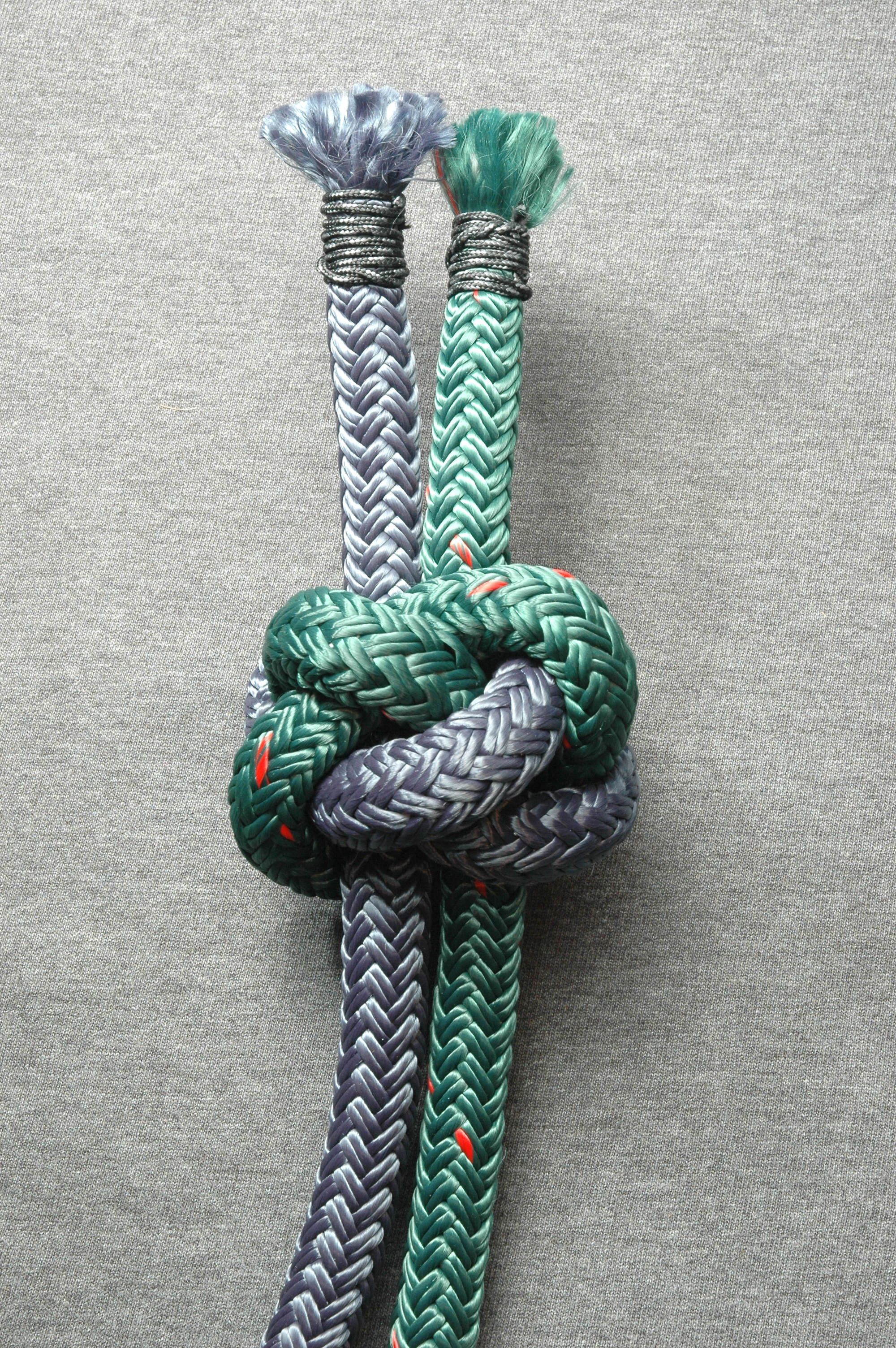
Fertiger Zwei-Strang-Diamantknoten.
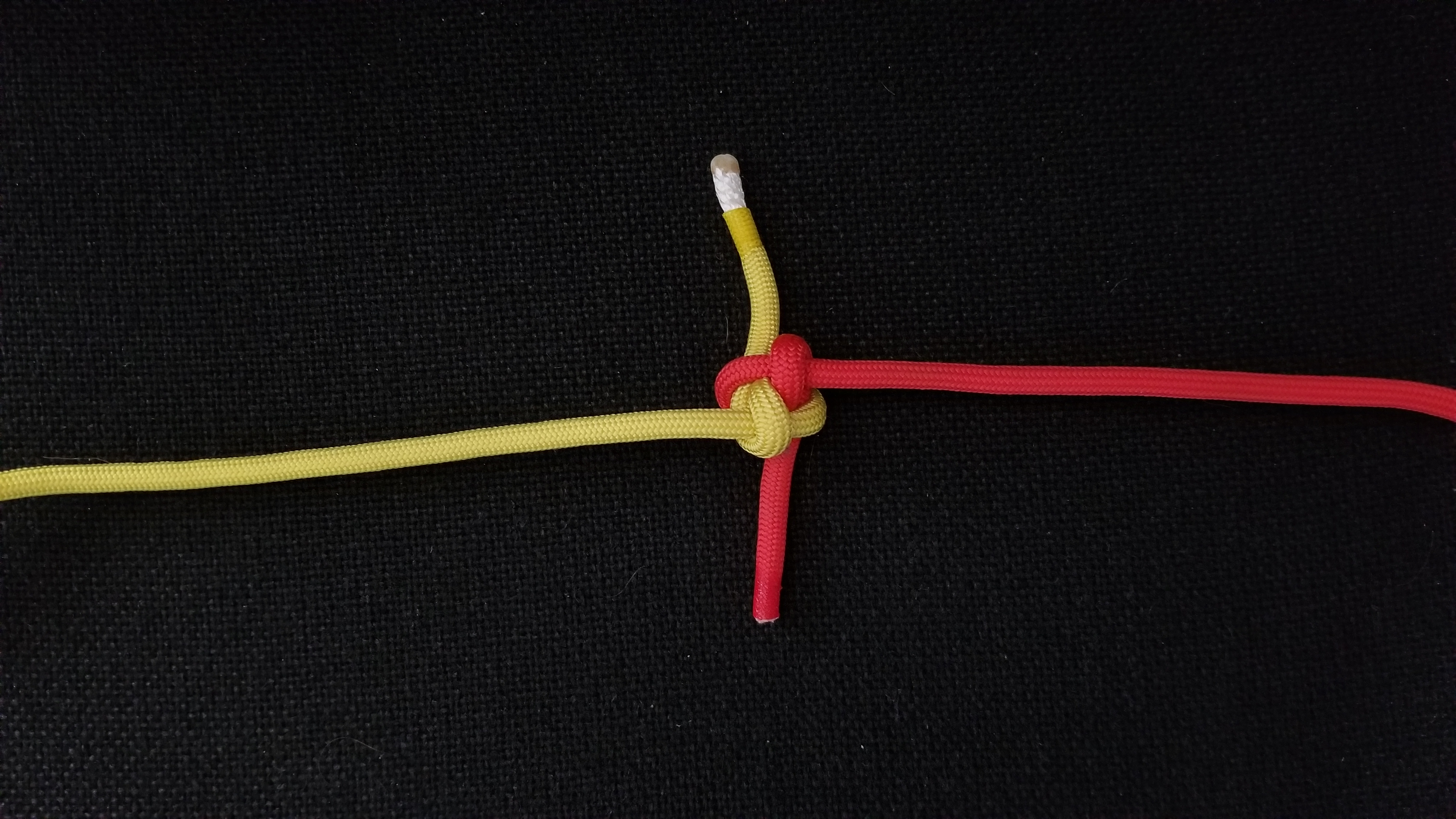
Erwähnenswert ist, dass der Trossenstek (hier zu im Bild zu sehen)
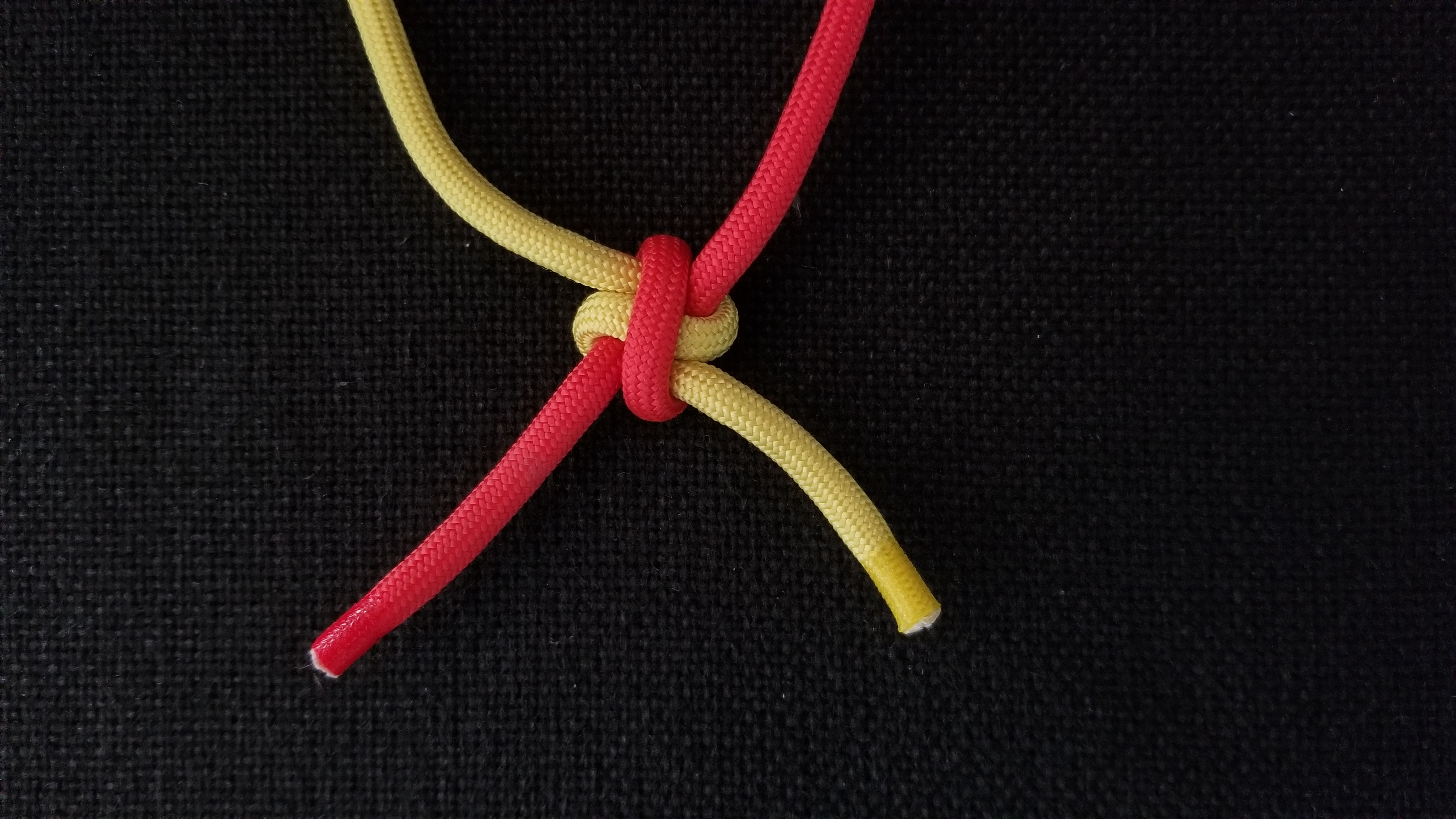
häufig mit dem Freundschaftsknoten verwechselt wird, der in der Pfadfinderbewegung gängig ist. Markantes, sichtbares Unterscheidungsmerkmal ist, dass auf der Rückseite des Freundschaftsknotens ein Seil deutlich oben liegt, während beim Trossenstek beide Seile verschlungen sind.